# 関東自動車 (栃木県)
関東自動車株式会社（かんとうじどうしゃ、英語: Kanto Transportation, Inc.）は、栃木県宇都宮市に本社を置き、路線バス・貸切バス事業および索道事業（那須ロープウェイ）を経営するみちのりホールディングス傘下の事業者である。通称・旧屋号は「関東バス」で商標登録もなされている が、現在は正式社名の使用場面が増えている。

## 概要
栃木県内の一般路線バスにおいて約70%の市場占有率（輸送人員ベース）を有するとともに、貸切バス保有台数も栃木県内最多のバス事業者である。
一般乗合バス事業（一般路線バス・長距離高速バス）・貸切バスのほか、総合サービス部（旧・株式会社関東バス総合サービス）が市町営バスや私立高校のスクールバス運行などを請け負い、また関連会社に観光事業者（旅行代理店）や自動車整備事業者などがある。

## 沿革
関東自動車は、1923年（大正12年）に石橋町の小平重吉、戸田正次（呉服商）、戸田保美（銀行業）および栃木町の小松沢繁助（乗合馬車営業）の4氏により合資会社関東自動車商会として設立 され、翌年8月に栃木 - 太平山間および栃木 - 壬生間の2路線を1924年式の5人乗りT型フォード で運行を開始。その後も栃木、鹿沼および粟野で新路線を開業していった。
大正時代、栃木県内各地には多数の同業者が乱立し熾烈な路線競合が起きていたため、関東自動車商会が沿線の有力者を取り込んでより強力な基盤を築くべく、1927年（昭和2年）5月8日に組織変更したのが現在の関東自動車株式会社である。この時期は路線基盤が栃木町にあり、本社も栃木町に置かれていた。初代社長には小松沢繁助が就任した
県都・宇都宮地区での路線営業は、組織変更とともに買収した丸宇自動車が保有する路線の栃木 - 壬生線を延長した栃木 - 宇都宮線が第一号で、その後1931年に宇都宮の城山自動車を買収し宇都宮営業所を新設。翌1932年には昭和自動車商会を買収し、宇都宮と日光や大谷、文挟を結ぶ路線を開設した。同年秋には西那須野 - 塩原温泉の会社を買収し進出した。1934年に鹿沼古峯原自動車を買収し、鹿沼 - 宇都宮線など鹿沼地区に路線を開設。路線基盤を固めると同時に省線東北本線の宇都宮駅前に車庫を併設したバスステーションを開業させ、本社を栃木町から省線宇都宮駅前に移転した。この時点で栃木県内の多数の同業者を買収することによって構築された営業基盤は、路線数30弱、車両数100両弱に達しており、栃木県下第一のバス事業者となっていた。
第二次世界大戦下では国策による事業統合（戦時統合）が開始され、東武自動車等との間で路線譲受を行ない、宇都宮市内路線は関東自動車一社による運行体制へと整理された。
終戦後の1949年、関東自動車は本社を桜通りに建築、その後1955年に宇都宮駅前に宇都宮営業所が入居可能な本社社屋を新築移転し、跡地に1958年に桜通営業所を新設した。また宇都宮市域の拡大に伴い、翌1959年には宇都宮営業所の市内線機能を分離して戸祭出張所と一ノ沢出張所を新設、1964年に営業所機能を持たせて戸祭営業所とした。一ノ沢出張所は1965年、駒生へ移転し駒生出張所に改称されたあと、1974年に駒生営業所へと昇格し、同時に新設された江曽島営業所（八千代／江曽島駅西）とともに市内線3営業所体制となった。
1965年度時点での保有車両は500台余、利用者数は7000万人/年を数えた。その後は宇都宮市の都市化の進行とともに生まれた新需要に対応すべく、路線新設や均一地帯制導入などの運賃改定を行った。小山地区においても扶桑団地線や自治医大付属病院線などの路線新設を行うなどの一方、郡部においては不採算路線の廃止などが進み、次第に都市部への集中が目立つようになった。
1970年代にサイドビジネスとして本社に不動産部門を設け、住宅産業に参入する一方で、関東バス旅行社、那須ホテル、大裕商事と子会社を相次いで設立した（3社とも本社は宇都宮市で社長は小平裕康が兼任）。
1990年代から2000年代にかけては帝京大学宇都宮キャンパス新設や宇都宮市郊外の住宅団地整備に伴う新路線開設および増便などが行われたほか、高速バスへの路線進出や宇都宮市郊外にある高等学校へのスクールバス運行、宇都宮市街地の100円ワンコインバス制の導入（2008年廃止）などを展開し、1993年には北関東では初となるプリペイド式乗車カード「バスカード」が導入された（2021年廃止）。
2012年（平成24年）4月20日、経営共創基盤の完全子会社であるみちのりホールディングスが関東自動車の全株式をジェイ・コーチから取得したと発表。これにより、当社はみちのりホールディングスの100%グループ会社となった。
2018年（平成30年）10月1日付で、同じみちのりホールディングス傘下の東野交通を吸収合併する形で同社と経営統合した。東野交通から継承する路線の運賃は、一部の短距離区間を除いて据え置きもしくは値下げされた。
2019年（令和元年）9月、みちのりホールディングス傘下の東日本交通宇都宮営業所を取得し、貸切車両が8台増加した
2023年（令和5年）8月26日の宇都宮ライトレール宇都宮芳賀ライトレール線（芳賀・宇都宮LRT）の開業に際しては、開業翌日の27日に、同路線の沿線にあたる宇都宮市東部の路線を多数運転する東野平出営業所管内の路線において、大規模な再編が行われ、同路線に並行する路線が廃止となり、新たに同路線の沿線と周辺地域を結ぶフィーダーバス系統が多数設定された。
また、宇都宮市東部の路線バス網の再編と同日の8月27日には、人件費や燃料費の高騰や、将来にわたるサービス維持と向上のため、今市・那須・小山・佐野エリアを除く宇都宮地域において、消費税率の引き上げによるものを除けば26年ぶりとなる、運賃改定も実施され、約15%程度値上げされる事となった。
今後は宇都宮市が進める脱炭素社会の構築へ向け、宇都宮市内の3営業所へ電動バス158台を、2030年3月までに導入する予定である。これにより、宇都宮市内で運行されるほとんどの路線バス車両が電動化されることとなる 予定で、都市全体の路線バスが全て電動化されるのは、日本初の試みとなる。東京電力及び親会社のみちのりホールディングスが「バスエネルギーマネジメントシステム（バスEMS）」を新たに開発し、バスの運行計画や、実際の運行状況を収集、観測し、到着時間や消費電力を正確に予測する運行マネジメントと、運行状況に合わせたエネルギー調達計画の策定や充電タイミングの最適化を図る需給調整マネジメントを行い、路線バスの運用や再生可能エネルギーの供給安定化を効率化する。路線バス電動化事業は新エネルギー・産業技術総合開発機構（NEDO）が 2022年度より実施する「グリーンイノベーション基金事業/スマートモビリティ社会の構築」プロジェクトに採択され、国のグリーンイノベーション基金による支援を受けながら、事業へ取り組んでいく方針である。詳細は宇都宮ライトパワー#宇都宮市の脱炭素化構想を参照されたい。

## 年表

### 1920年代 - 1930年代
- 1923年（大正12年）
  - 合資会社関東自動車商会を下都賀郡栃木町（当時）に設立
  - 栃木 - 鹿沼線、栃木 - 粟野線、粟野 - 鹿沼線に円太郎バスが投入される
- 1927年（昭和2年）
  - 5月8日 組織変更し関東自動車株式会社を設立（本社／栃木町）、県議会議員で丸宇自動車の重役でもある坪山徳弥提案もあり、姿川村鶴田に事務所を持つ丸宇自動車を併合[6]、坪山県議を取締役として迎い入れる[22]
- 1928年（昭和3年）
  - 車掌に女性を初採用
  - 利用客へのサービスの一環として、栃木・粟野・永野・粕尾・鹿沼・小山などを中心としたバス時刻表を配布
  - 全線通用回数券を発売
- 1931年（昭和6年）
  - 宇都宮営業所（宇都宮市川向町／現・駅前通り三丁目「宇都宮駅前車庫」）発足
  - 省線宇都宮駅前の旅館を買収し、大改装したバスステーション設置[23]
  - 大型貸切自動車（現在の観光バス）免許取得を受け、栃木町と宇都宮市に営業所を設置
  - 鹿沼営業所新鹿沼出張所（現在の鹿沼営業所）発足
- 1931年頃 - 日塩道路開削にともない、沿線住民が省営バス[注 2] に那須・塩原地区進出の自動車運行を要望したが[24]、関東・東野ほか各団体からの反対運動が起こる。省営バスは当初の計画を変更し、西那須野発着から矢板 - 塩原間の運行に変更される。後に関東自動車は、省営バスへ積極的にバス路線の譲渡する方針へ転換した[24]
- 1932年（昭和7年）
  - 6月 昭和自動車商会を買収し、今市 - 鬼怒川温泉線および鬼怒川車庫開設[6]
  - 7月 西那須野地区進出のためバス会社の調査を始める[24]
  - 9月 宇都宮運輸事務所長の援助を受け、西那須野駅構内のバス事業独占を図る[24]
  - 10月1日 塩原電車自動車部と川島屋の営業権を買収[24]
  - 10月7日 西那須野駅前に西那須野営業所開設し、塩原方面への「塩原線」運行開始[24]
- 1933年（昭和8年）
  - 7月 塩原自動車の営業権を買収[24]
  - 8月14日 栃木県警察部特高課長の仲介により西那須野地区で最後まで対立していた大和屋と契約し、西那須野駅 - 塩原温泉間のバス営業を独占[24]
  - 5月27日 東毛自動車を買収し西那須野駅 - 大田原 - 黒羽線、大田原 - 佐久山線の2路線を運転開始[24]
  - 12月27日 旧東毛から譲渡された路線の営業権を、東野鉄道に譲渡[24]
- 1934年（昭和9年）
  - 4月 本社を栃木町から宇都宮市に移転[25]
  - 鹿沼町で営業していた鹿沼古峯原自動車を吸収合併[26]
  - 7月 那須温泉自動車などの営業権を買収し、黒磯営業所ならびに黒磯 - 那須温泉間を開設[6]
  - 8月 - 城山村一の沢に一の沢工場の建設に着手した。翌年完成し、工場、事務所、部品庫、エンヂン部、タイヤ部などを有する。[27]
- 1936年（昭和11年）
  - 佐野市若松町に、佐野営業所新設（1943年に、同市高砂町へ移転）
  - 宇都宮合同タクシー創立[8]
- 1937年（昭和12年）
  - 9月30日 西那須野駅 - 塩原温泉間の運転休止[24]
  - 10月1日 省営バスが西那須野自動車区を開設し、関東自動車に代わり塩原線の運行を開始する[28]
- 1938年（昭和13年）
  - 陸上交通事業調整法の趣旨に基づき関東自動車・東武自動車・日光自動車電車の三社間で路線調整の覚書を作成[6]
    - 東武自動車は、鍋山 - 出流線、尻内 - 葛生線を関東自動車へ譲渡し、競合する栃木 - 永野線を廃止
    - 関東自動車は、栃木 - 宇都宮線を東武自動車へ譲渡し、東武自動車と競合路線の栃木 - 部屋線を廃止
    - 関東自動車は、宇都宮市街自動車を合併し、日光自動車電車と競合する今市 - 藤原線、日光 - 中宮祠線を廃止

### 1940年代 - 1950年代
- 1940年（昭和15年） 
  - 鉄道省と塩原線の運転休止による補償金交渉を行い、21万406円62銭で妥結し、路線廃止の届けを出した[24]
  - 一の沢工場の隣接地を取得し工場を拡張竣工[27]
  - 11月 兼業で営業していたタクシーの西那須野営業所と長谷川自動車商会が中心となり、小規模タクシー業者の営業権や車両を買収し塩原自動車を設立[24]
- 1941年（昭和16年）
  - 3月 宇都宮市内の個人のタクシー十六業者が団結し当社に事業譲渡申仕入れを受け、ハイヤーの池上営業所開設[29]
  - 6月 宇都宮駅前バスステーション2階の本社で執務中の社員が1階からの排ガスなどで度々中毒となるため本社を、一の沢工場へ疎開移転[25]
  - 12月8日 石橋自動車を合併[6]、宇都宮営業所より石橋営業所分離・発足
- 1942年（昭和17年） ハイヤーの池上営業所を分社し、関東交通設立[29]
- 1943年（昭和18年）
  - 1月25日 宝木自動車商会・菊池自動車商会・河北自動車商会を合併[6]
  - 9月6日 佐野を拠点とする下野自動車の乗合自動車部門を譲受け[6]
- 1944年（昭和19年） 通牒により、那須地区はじめ栃木県北の路線バス（旧省営路線を除く）は、東野鉄道の運行となる
- 1945年（昭和20年） 
  - 7月 宇都宮空襲により、バスや施設に多大な被害が出る[30]
  - 8月 終戦時には8路線を十数台の稼働車で運行する状態[30]
- 1947年（昭和22年） 
  - 当時の小平重吉社長が栃木県知事に当選し関東自動車をはじめ、関係する各会社の代表から退き[8]、保坂正七が新社長に就任し新体制で戦後の復興に臨んだ[30]、小平裕康が取締役として入社[7]
  - 石橋営業所より上三川出張所分離、営業所へ昇格
- 1949年（昭和24年）7月 宇都宮市西原町2,879の大通り北側に本社を新築移転[31]
- 1951年（昭和26年）
  - 1月20日 隣家から出火した火が類焼し一の沢工場が全焼[27]し、バスや関東交通所有の乗用車など計19台を焼失[8][32]
  - 宇都宮営業所の市内バス出張所（後の戸祭営業所）を開設
- 1952年（昭和27年） 観光課を新設しガイドの育成と貸切営業の強化を行う[4]
- 1954年（昭和29年） 宇都宮 - 足尾線運行開始、宇都宮駅 - 陽南地区線運行開始[33]
- 1955年（昭和30年）
  - 11月15日 国鉄宇都宮駅前に本社社屋を新築し移転、社屋3階は大会場、2階は社長室や役員室など、社屋1階に宇都宮営業所を併設、西側に第1車庫、翌年に南側に第2車庫（現存）を設置[34]
  - 石橋 - 久下田間開業、鬼怒川に架かる観音橋開通により宇都宮 - 塩野室 - 船生間開業[35]
- 1957年（昭和32年） 
  - 11月 栃木市制20周年を記念し路線バス改装の花バスを15日から3日間運行、宇都宮市でも21日から25日までの商業祭時に別途整備した花バスを運行[36]
  - 全焼した一の沢工場を再整備が完了し、全国のバス整備工場としても屈指の自家整備工場として発足[35]
- 1958年（昭和33年）
  - 2月11日 旧本社跡地に桜通営業所を開設[35][37]
  - 5月 旅館繁忙期でも貸切バス乗務員が現地宿泊できるように、日光市中宮祠に貸切バス乗務員用宿舎設置[38]
  - 9月12日 上三川出張所を新築移転し社宅併設とする[39][40]
- 1959年（昭和34年） 
  - 3月 小山南車庫（現在の小山営業所）開設[41]
  - 5月15日 運転手と車掌、バスガイドの制服を一新した[42]
  - 宇都宮営業所の市内バス出張所の戸祭（後の戸祭営業所）を移転[35]、一ノ沢出張所を開設[35]

### 1960年代 - 1970年代
- 1960年（昭和35年）
  - 3月 戸祭出張所旧車庫跡地に社員用アパート「戸祭荘」建設[38]
  - 4月30日 桜通営業所玉生出張所開設[41]
  - 貸切バスにエアサス車を導入[43]
- 1961年（昭和34年）
  - 6月 直営の那須ホテル開業（1976年子会社化）[44]
- 1962年（昭和37年）
  - 3月 真岡車庫開設、佐野営業所車庫用地購入[45]
  - 5月 戸祭荘に隣接して女子アパート「戸祭女子寮」建設[38]
  - 9月日光出張所車庫拡張[45]
  - 10月 宇都宮営業所簗瀬車庫用地を取得（後に営業所機能を本社屋から移転、宇都宮営業所となる。現在の簗瀬営業所）[45]、鹿沼営業所改築竣工[41]
- 1963年（昭和38年）
  - 石橋営業所車庫・石那田車庫・福良車庫・栃木車庫用地を購入[45]
- 1964年（昭和39年）
  - 2月7日 宇都宮営業所より今市出張所（今市市相の道）を分離、日光・川治・鬼怒川の各出張所を統合し、今市市瀬川に今市営業所発足[46]
  - 2月7日 宇都宮営業所戸祭出張所を戸祭営業所に昇格[35][47]
  - 5月31日 石橋営業所下古山車庫開設[47]
  - 鹿沼営業所新鹿沼車庫用地購入・下武子車庫開設[38]。
  - 江曽島車庫用地購入[45]、上三川車庫用地購入、石橋下古山車庫開設[38]
  - 12月1日 女子車掌不足の対策として宇都宮市内3路線にワンマンバスの運行を開始[32]、ワンマン運転用に長尺前中扉車を導入[48]
- 1965年（昭和40年）
  - 3月25日 駒生町645番地に一の沢出張所駒生車庫を開設[49]
  - 5月、江曽島出張所（緑2丁目）を開設[35] し陽南地区の路線を出張所まで延伸
  - 6月 一ノ沢出張所を駒生出張所に改称[49]
  - 8月31日 富士見ヶ丘団地線開業[50]
  - 11月1日 宇都宮バイパス線営業開始[50]
  - 11月6日 鹿沼営業所下武子車庫に社宅併設の事務所完成[50]
  - 石井線、上平出線開業[4]
  - 宇都宮営業所砥上車庫（砥上団地内）用地取得し新設[38]
  - 路線バス39系統でワンマン化を実施[48]
  - 年度末でガソリン車を全廃[35]
- 1966年（昭和41年）
  - 桜通り-白沢-天王原線などを開業[4]
  - 宇都宮市内路線の70%をワンマン化したが、ワンマン運転対応の新車のみでは車両不足のため、従来の中扉ツーマン車に前扉を増設する改造を施して対応した[4]
- 1967年（昭和42年）
  - 運賃改定の際、宇都宮市内中心部で「均一地帯制」を採用[4]
  - 砥上団地-宇都宮駅線開業[26]
  - 合理化のためワンマン化を郊外路線に拡大。ワンマン方式は市内線・郊外路線とも整理券後払い方式で前乗り前降りに[4]。
- 1968年（昭和43年）
  - 山王団地線開業[48]
- 1969年（昭和44年）
  - 松下電器前線、新鹿沼 - 木工団地線開業[4]
- 1970年（昭和45年）
  - 石橋営業所より分離、小山営業所を開設[43]
- 1971年（昭和46年）
  - 宇都宮-足尾線運行を休止し、足尾出張所閉鎖[43]
  - 増収対策として路線バスのホイルベース間の車体広告開始[43]
- 1972年（昭和47年）
  - 宝木団地線開業[48]
  - 路線バス車両の新車を前後（折）扉仕様で導入開始[48]
- 1973年（昭和48年）
  - 宇都宮市にボウリング場「関東キングボウル」開設（跡地の建物は関東ナショナル→「ビッグサンユー駒生店」および「ハーマン」→2018年更地化→2020年夏かましんカルナ駒生店開店）
  - 路線バス車両の一部を低床式で導入[4]
  - 貸切バスに特別カラーのサロンバスを導入[43]
- 1974年（昭和49年）
  - 駒生出張所を営業所に昇格[4]
  - 江曽島営業所（八千代）を開設→戸祭営業所とともに市内バス3営業所制とする[4]
- 1975年（昭和50年）
  - 小平裕康、社長に就任[7]
- 1978年（昭和53年）
  - 冷房つきの路線バス車両導入[4]、セミデッカーの貸切車両導入[51]

### 1980年代 - 1990年代
- 1980年（昭和55年）
  - 佐野 - 野上線に自由乗降制度を導入（この路線は1986年に廃止）[43]
- 1982年（昭和57年）
  - 国の生活路線維持補助制度の適用を受け、栃木県の単独路線補助も一部路線で受け、路線維持を図る[4]
- 1983年（昭和58年）
  - 8月 整備部門を分社化、関東自動車整備発足
  - 国鉄宇都宮駅前バスターミナル整備完了
  - 郡部路線用に中型路線バスを導入[4]
- 1984年（昭和59年）
  - '84とちぎ博開催期間中、国鉄宇都宮駅東口 - 会場間のシャトルバスとしてイギリスの2階建てバスなどを運行[4]
  - 10月 粟野町内の4路線を廃止したが、粟野町営代替バスとして運行を受託[51]
- 1985年（昭和60年）
  - 10月1日　運賃改定で宇都宮市内中心部が「均一制」から「地帯制」に変更される[52]
  - 12月1日　江曽島出張所敷地内にドムドムハンバーガー緑町店オープン（本社新社屋建設のため宇都宮駅前から同地に移転）
  - マイクロワンマンバスを導入[51]
  - 今市 - 小来川線を廃止し、同線の廃止代替バスを受託運行[51]
  - 最後までツーマンだった今市地区がワンマン化され、全線ワンマン化完了[48]
- 1986年（昭和61年）
  - 佐野営業所を栃木営業所に統合、佐野は出張所化[51]
  - 貸切バスにスーパーハイデッカーを初導入し、スーパーハイデッカー用に現行デザインに一新した[51]
  - 地産と共同で、宇都宮駅前に新本社となる13階建ての関東地産ビルを建設し不動産事業に乗り出す[53]
- 1987年（昭和62年）
  - 3月 関東地産ビル落成、関東チサンホテル（現・チサンホテル宇都宮）開業[4]
  - 小山営業所を石橋営業所に統合、小山石橋営業所に改称、小山は出張所化[51]
  - 柳田車庫を開設し滝団地線などを同車庫まで延伸[51]
  - 子会社の大裕商事を関東バス総合サービスに社名変更[51]
- 1988年（昭和63年）
  - 関東バス総合サービスが特定バス事業を開始[51]
  - 鹿沼管内の5路線で自由乗降制度を導入[4]
- 1989年（平成元年）
  - 保坂正次が社長就任[53]
  - 桜通営業所を駒生営業所に統合、現在地に移転[54]
  - 今市営業所を宇都宮営業所（現・簗瀬）に統合し 出張所に格下げ
    - 宇都宮営業所と今市営業所の貸切部門は、旧駒生営業所跡地に宇都宮観光営業所を新設し分離[54]
    - 宇都宮営業所を簗瀬営業所に改称

  - 12月22日 空港リムジンバス「マロニエ号」（JR宇都宮駅 - 成田空港間、ノンストップ）開業[55]。千葉交通と共同運行[55][56]
- 1990年（平成2年）
  - JR宇都宮駅から市内私立高校4校（作新学院、宇女商など）への直通スクールバスを運行開始[57]
  - 関東バス総合サービスが宇都宮市の老人福祉センター送迎バスの運行開始[54]
  - 貸切部門で運行していた粟野町営バスを関東バス総合サービスに移管[54]
- 北関東では初となるプリペイドカードシステムを導入[57]
- 1991年（平成3年）
  - 江曽島営業所を砥上町へ移転、砥上営業所に改称[54]
  - 富士見ヶ丘団地線、釜井台団地線、瑞穂野団地線で、団地内自由乗降制を導入[57]
  - 貸切バスにいすゞ・スーパークルーザーUFCを導入し、貸切車両のカラーリングを現行デザインに統一[54]
- 1992年（平成4年）
  - 4月 東武鉄道からJR宇都宮駅 - 六道 - 西川田駅線、子ども科学館線、おもちゃの町駅線など7系統を引き継ぐ[54][52]
  - 深夜バス（運賃倍額）をJR宇都宮駅 - 駒生営業所間（JR宇都宮駅発の片道のみ）で運行開始[57]
  - 前年に廃止した砥上団地出張所跡地に女子社員寮建設
- 1993年（平成5年）
  - 4月 東武鉄道から栃木・小山地区の4系統を引き継ぐ[54][52]
  - 6月 関東自動車一般路線全線で使用可能な磁気式プリペイド回数券「バスカード」システムの実用稼動開始
  - 10月 深夜バス（運賃倍額）をJR宇都宮駅 - 江曽島間、JR宇都宮駅 - 清住 - 戸祭間（それぞれJR宇都宮駅発の片道のみ）で運行開始[57]
  - トイレつき貸切バス導入[54]
- 1994年（平成6年）
  - 奈坪台団地線、本郷台線などを新設[57]
  - 沿線の子どもたちの絵を展示したギャラリーバスを運行[57]
- 1995年（平成7年）
  - 7月 夜行高速バス「とちの木号」（JR宇都宮駅 - 栃木駅 - 大阪阿部野橋駅間）開業。近畿日本鉄道[注 3] と共同運行[56]
  - 10月末からの国民文化祭開催に合わせ、イラストバス3台を運行[57]
- 1996年（平成8年）
  - 大規模な営業所再編を実施[54]。 駒生（傘下に戸祭出張所）、簗瀬（傘下に鹿沼出張所）、砥上、宇都宮観光、小山観光、佐野（傘下に栃木出張所）の6営業所体制とする[54]
  - 5月 済生会宇都宮病院の移転新築に伴い、同病院への乗り入れを開始
  - 9月14日 宇都宮市農林公園「ろまんちっく村」開園に伴い、新里発着路線をろまんちっく村へ延長
- 1997年（平成9年）
  - 3月23日 宇都宮美術館線新設
  - とちぎ健康の森 開設に伴い、駒生営業所発着の一部便の乗り入れを開始
  - 長坂鹿沼線で快速便を運行[57]
  - 7月 空港リムジンバス「メープル号」開業（太田・足利・佐野 - 成田空港間）千葉交通と共同運行、太田予約センターを開設[56]。
  - 福島県などからの要請を受け、JR宇都宮駅 - 福島空港間に空港リムジンバスの試験運行を行う。途中ノンストップ。1日3往復、関東単独での運行。
- 1998年（平成10年）
  - 砥上営業所を廃止し、宇都宮簗瀬（鹿沼）、宇都宮、宇都宮駒生、小山観光、佐野（栃木）の5営業所体制とし、戸祭出張所は車庫化した[54]。
  - ノンステップバス1台とワンステップバス4台を初導入[54]。このうち、ノンステップ車は三菱ふそう製ノーステップバスで、ダイヤ指定で駒生営業所 - JR宇都宮駅 - 富士見ヶ丘団地線で運行開始。以後、ノンステップおよびワンステップ車で車椅子スロープ付きの車両は、車体のデザインが、スカイブルーとホワイトを基調とした新デザインに変更[54]。
- 1999年（平成11年）
  - 7月 空港リムジンバス「サルビア号」開業（桐生・足利・佐野 - 成田空港間）。「メープル号」を館林経由に変更[56]
  - 8月 夜行高速バス「とちの木号」に三菱ふそう製2階建てバスエアロキングを導入[56]。
  - 塩谷町からの依頼で矢板駅 - 新高徳駅線の代替バス受託運行[54]

### 2000年代 - 2010年代
- 2000年（平成12年）
  - 4月 ミニバス（日野・リエッセ）による「みやバス」戸祭台循環線、市役所循環線、東コミュニティセンター循環線を新設[57]
  - 12月 空港リムジンバス「マロニエ号（羽田線）」（宇都宮 - 羽田空港間）開業。東京空港交通と共同運行[56]
- 2001年（平成13年）
  - 7月 都市間高速バス「マロニエ新宿号」開業。JRバス関東と共同運行[56]
  - 「みやバス」西の宮団地 - 上欠団地 - 松原団地 - 白桑田線、西川田駅東口 - 雀宮駅線を新設[57]
  - 7月から11月18日まで、宇都宮市中心部の100円循環バス「スマイルバス」を試験運行（宇都宮商工会議所と協力）[4][58]
  - 鹿沼市民バス「リーバス」運行を受託[57]
  - 「バスカード」システムを、宇都宮地区を運行する東野交通、ジェイアールバス関東にも拡大。「3社共通バスカード」になる[57]
- 2002年（平成14年）
  - 小山市駅東地区で、ワンコイン（100円）循環バスの試験運行を開始（小山市からの受託）
  - 4月1日 スマイルバスを基に、宇都宮市中心部循環バス「きぶな号」を運行開始[59]
  - 「きぶな号」運行開始に伴い、宇都宮市内中心部の一般路線バスの運賃値下げ。JR宇都宮駅 - 東武西口間と「きぶな号」の運賃は100円、他の宇都宮市内地帯制運賃地区は1地帯150円、2地帯以上は200円（いずれも大人運賃）となる。
  - 夜行高速バス「とちの木号」路線改正。宇都宮 - 鹿沼 - 京都駅 - 大阪・USJ間と、新設の真岡 - 下館駅 - 小山駅 - 栃木駅 - 京都駅 - 大阪・USJ間の2路線とする。近鉄バスと共同運行[56]
  - 空港リムジンバス「マロニエ号（羽田線）」に東野交通が参入
- 2003年（平成15年）
  - 佐野新都市線（佐野プレミアム・アウトレット - 佐野駅 - 佐野プレミアム・アウトレット）運行開始
  - 「みやバス」西の宮団地 - 白桑田線から、西の宮団地 - 宇都宮駅線に変更[26]
- 2004年（平成16年）
  - 4月1日  小山市のワンコインバス試験運行終了、小山駅東口循環線運行開始。運賃は他路線と同様、初乗り160円の区間制（上限200円・いずれも大人運賃）
  - 「サルビア号」の全便と「マロニエ新宿号」の一部便が、佐野プレミアム・アウトレットに乗り入れ開始
  - 経営難に陥り、産業再生機構に支援要請[60]
  - 11月26日 産業再生機構による支援決定[61]
- 2005年（平成17年）
  - 1月10日 那須ホテル廃業
  - 4月1日 100%子会社の関東バス総合サービス株式会社を吸収合併[4]
  - 手塚基文が代表取締役社長に就任[62]
- 2006年（平成18年）
  - 2月 「マロニエ新宿号」より撤退[56]
  - 3月 「とちの木号」真岡発着便を休止、再び宇都宮 - 栃木 - 京都 - 大阪あべの橋間の運行となる
  - JR宇都宮駅西口の高速バス予約センターを移転
  - 5月30日 産業再生機構の支援完了、保有株式を投資会社ジェイ・ウィル・パートナーズの特別目的会社「有限会社ジェイ・ピー・ジェイ」に譲渡決定[60][63]
  - 9月16日 「マロニエ号（羽田線）」が佐野プレミアム・アウトレットに乗り入れ開始
- 2008年（平成20年）
  - 4月1日 小山地区、小山駅東口循環線を除く全路線を廃止
  - 7月11日 サルビア号増発・ダイヤ改正が行われる
  - 10月1日 宇都宮市中心部の100円運賃を廃止、同区間は150円に値上げ
- 2009年（平成21年）
  - 4月1日 東コミュニティセンター線廃止
  - 9月17日 関東鉄道・茨城交通と共同で「北関東ライナー」宇都宮 - 水戸線運行開始
- 2010年（平成22年）
  - 2月24日 日本中央バスと共同で「北関東ライナー」宇都宮 - 高崎・前橋線運行開始
  - 3月19日 「とちの木号」同日発便より久喜駅に乗り入れ開始
  - 10月1日
    - 「北関東ライナー」宇都宮 - 高崎・前橋線ダイヤ改正、佐野新都市バスターミナルに乗り入れ開始
    - 「北関東ライナー」宇都宮 - 水戸線ダイヤ改正、茨城大学経由に変更
    - 小山駅東口循環線運賃改定。小山市コミュニティバス「おーバス」と同額の大人運賃200円均一制に変更

  - 10月21日 「マロニエ号（羽田線）」ダイヤ改正、羽田空港国際線ターミナルに乗り入れ開始
- 2011年（平成23年）
  - 4月29日
    - 「北関東ライナー」宇都宮 - 水戸線をひたちなか市（国営ひたち海浜公園・茨城交通勝田営業所）まで延長
    - 「北関東ライナー」宇都宮 - 高崎・前橋線に伊勢崎波志江バス停を新設
- 2012年（平成24年）
  - 4月20日 みちのりホールディングスの100%子会社となる
  - 4月下旬 宇都宮市内4路線でバスロケーションシステムの試験運用を開始
- 2013年（平成25年）
  - 1月9日 「宇都宮市バス路線新設社会実験」の一環として、平松本町線の試験運行を開始
  - 4月1日 ダイヤ改正
    - 「北関東ライナー」宇都宮 - 高崎・前橋線を減便、日本中央バスのみの運行となる
    - 豊郷台、帝京大学方面のバスを増便

  - 7月4日　福島交通・名鉄バスと共同で夜行高速バス郡山宇都宮 - 名古屋線運行開始。関東自動車は当面、乗車券発行等の運行支援業務のみを行う
- 2014年（平成26年）
  - 3月1日 「北関東ライナー」宇都宮 - 高崎・前橋線運行休止
  - 4月1日　消費税増税に伴い運賃改定を実施。ただし、宇都宮市内地帯制区間の1地帯150円、対キロ制区間の初乗り160円、小山駅東口循環線の運賃は据え置き
- 2015年（平成27年）
  - 2月27日  「宇都宮市バス路線新設社会実験」の一環として、今宮線の試験運行を開始[64]
  - 4月1日 平松本町線を本格運行に移行、同線の一部運賃改定を実施
  - 9月11日 「マロニエ号（成田線）」に圏央道・常磐道・北関東道経由便を新設
- 2016年（平成28年）
  - 1月4日 新小山市民病院移転に伴い、小山駅東口循環線の経路変更を実施、小山駅東口・新市民病院循環線の運行を開始[65]
  - 3月14日 本社を宇都宮市駅前通りから同市簗瀬に移転し業務開始[66]
  - 4月1日 今宮線を本格運行に移行[67]
  - 4月22日 マロニエ号（成田線）の一部便がJR宇都宮駅 -JR 日光駅間を延長運転開始（4月〜11月の季節運行）[68]
  - 11月1日 郡山・宇都宮 - 名古屋線が福島駅 - 郡山駅間を延長[69][70][71]
  - 12月1日 JR宇都宮駅 - 石那田線の一部を篠井ニュータウンまで延伸
  - 12月17日 東京都港区に貸切バス専門の東京営業所を開設[72][73]
- 2017年（平成29年）
  - 2月17日 大型路線バスの新車1台に昭和24年当時のデザインを復刻して導入し、19日より運行開始[74]
  - 3月28日 バスロケーションシステム開始するとともに、試験運用してきたバス運行情報検索サービス「ITUKUL（イツクル）」は3月末で終了[75]
  - 4月1日 
    - 石橋営業所管内でダイヤ・バス停新設などの改正が行われる[76]
    - マロニエ号（成田線）日光延長再開。成田空港発を1便増やして計3便に、日光駅始発を1便新設し通年運行に[77]

  - 4月3日 この日までに路線バスの運賃表示器停留所名表示に英語表記を追記[78]
  - 4月22日 マロニエ号（成田線佐野経由便）･メープル号･サルビア号を圏央道経由に変更しサルビア号の一部区間の運賃改定と発表[79]
  - 9月1日 リンク栃木ブレックスのチーム遠征用に専用デザインをラッピングした大型貸切バスを用意[80]
  - 10月1日
    - 簗瀬営業所・駒生営業所管内でダイヤ改正実施。
      - 「日光東照宮線・今市車庫線」の一部便を篠井ニュータウン経由とするほか、土日祝日の日中の日光東照宮行きをJR日光駅止まりに変更[81]

    - 足利市生活路線バス名草線の運行を受託[82]。足利営業所に専用の小型路線バスを配置した。

  - 11月1日 成田空港を結ぶ関東自動車運行の各リムジンバスが、茨城県境町のふれあいの里公園に整備される『境古河バスターミナル』に停留所新設[83][84]
- 2018年（平成30年）
  - 1月9日 平松本町線を東野交通へ移管、同線にて関東自動車・東野交通2社定期券使用制度を開始[85][86]
  - 2月14日 バス運転士募集のテレビCMを制作しとちぎテレビで放映および動画共有サービスのYouTubeにて公開[87]
  - 3月28日
    - JR宇都宮駅西口のりばで、バス接近表示機の運用を開始[88]

  - 4月1日
    - 今宮線を再編。循環運行を廃止しJR雀宮駅まで路線を延長、従来の旭陵通り経由の他に一条経由を新設し2系統運行に[89]
    - ダイヤ改正と停留所名称変更を実施[90][91]
      - 深夜バス（運賃倍額）をJR宇都宮駅 - 帝京大学間（JR宇都宮駅発の片道のみ）で運行開始
      - 帝京大学線で22時台に1往復増発
      - 立岩線で土日祝日JR宇都宮駅西口発11〜12時台に3本増発
      - JR宇都宮駅東口発着系統では、ベルモール線で東野交通との本数調整、宇大循環線・新道柳田車庫線の一部便で時刻変更を実施

    - JR宇都宮駅東口-ベルモール間で関東自動車・東野交通2社共通定期券を導入[92]

  - 5月25日
    - 10月に東野交通を吸収合併する形で経営統合することを公式発表[12][13]

  - 10月1日
    - 東野交通を吸収合併し、東野平出営業所、東野黒磯営業所、那須ロープウェイ営業所を開設[93]。やしお観光と那須交通は関東自動車の子会社となる。旧東野交通旅行部の事業を分離し関東バス旅行社へ統合、社名を関東ツアーサービスに変更し自社ツアー名もおおるりツアーからとちのきツアーへ変更した。[94]、会社ロゴマークを外部デザイナーを起用し七角形で一都六県を表す新デザインへ変更[95]。
    - 宇都宮市内の地帯制区間の路線バス運賃を値上げ、東野交通より承継した路線の一部区間では値下げを実施[14]
- 2019年（平成31年・令和元年）
  - 2月1日 宇都宮駅前チケットセンター窓口にてQRコード決済サービスPayPay対応開始[96]
  - 2月15日 経営統合後初となる路線バス用新車を新カラーリングで計6台導入した[97]
  - 4月1日 北関東ライナーで運転区間短縮、那須・黒磯地区で路線バスダイヤ改正
    - 北関東ライナー宇都宮 - 水戸線ダイヤ改正、ひたちなか市への乗り入れを廃止し水戸駅南口止まりとなる[98]
    - 那須・黒磯地区では夏ダイヤへ変更とともに、りんどう湖・那須ハイランドパーク線、那須中学校線、那須平成の森経由を廃止[99]

  - 5月18日 宇都宮市内の路線バスでダイヤ改正[100]
    - 宇都宮市内循環線「きぶな」では従来の逆周りとなる市役所先回り系統新設
    - 駒生営業所の宇都宮駅〜清住〜細谷車庫線で土曜日と日祝日の運行本数変更
    - 宇都宮営業所の路線では土曜日ダイヤを改正（土曜日の運行本数と時刻を日祝日と同じに変更）
    - 東野平出営業所では、芳賀赤十字病院の移転により同病院経由線の廃止、平出工業団地・御幸交番前・岡本駅・ベルモール方面の各系統でも改正

  - 6月21日 北関東ライナーを除く空港バス・高速バス各路線の運賃改定、マロニエ号羽田空港線の柳田車庫〜東野平出営業所間を廃止[101]
  - 9月 みちのりホールディングス傘下の東日本交通宇都宮営業所の移管を受け、東日本上大曽営業所を開設[15]
  - 10月1日
    - 消費税の税率引き上げに伴い宇都宮市内の地帯制区間以外の初乗り運賃と北関東ライナーの運賃を値上げ
    - 宇都宮駅 - 清住 - 細谷車庫線の平日日中の運行本数削減など、宇都宮市内のバス路線の時刻改正、下野市と日光市でバス停名称の変更を実施
    - 宇都宮駅西口バス乗り場のうち、旧東野交通の東武宇都宮駅方面行の乗り場を15番乗り場から2番乗り場に変更[15]
    - 黒磯駅始終着と那須塩原駅始終着が混在していた那須高原方面の路線を那須塩原駅始終着に統一した。
    - 足利市生活路線バスのうち御厨線の運行を受託し、専用の小型車両を導入。
    - 下野市・上三川町・壬生町広域連携バス「ゆうがおバス」の実証運行を開始・受託[102][103]

  - 10月7日 那須塩原市錦町の「東野黒磯営業所」を同市下中野へ移転し「那須塩原営業所」と名称変更[104]
    - 黒磯駅前の案内やチケット販売窓口の営業は継続する。

### 2020年代 -
- 2020年（令和2年）
  - 7月31日 太田高速バス予約センター閉鎖（同年4月11日より臨時休業[105]）[106]
  - 9月1日 黒磯駅前定期券販売所を那須塩原市図書館みるる1階へ移設[107]
  - 10月1日 新型コロナウイルスの感染拡大対応の暫定ダイヤを元にしたダイヤ改正
  - 11月17日 地域連携ICカード導入までの期間限定で、PayPay支払いに順次対応[108]
  - 11月30日 すべての窓口及びバス車内でのバスカード販売および那須・大田原エリアの回数券販売を終了[109]。
  - 12月14日 グリーンタウン線・今宮線・伊王野線において、一部の便の時刻改正実施[110]。那須エリアは冬ダイヤへ変更。
- 2021年（令和3年）
  - 1月4日 バスカード取扱終了[109]
  - 1月5日 ICカード導入に伴い、順次乗車方法が「後乗り・前降り」に変更[109][111][112]。
  - 2月 Suicaの機能を備えた地域連携ICカードのネーミング選定の投票キャンペーンを実施[113]。
  - 2月10日 4月中旬までの期間限定でスマホ決済サービス「d払い」「メルペイ」順次対応を公表[114]
  - 3月13日 海星線、石橋・真岡線、自治医大線ならびに受託運行のゆうきが丘循環線の時刻改正[115]
  - 3月21日 Suicaの機能を備えた地域連携ICカード「totra（トトラ）」発売と車内取扱開始[116][117]。
  - 4月1日 那須塩原営業所管内でダイヤ改正[118][119]
  - 6月30日
    - 日中に宇都宮市内で乗降する場合、ICカード利用に限って大人運賃の上限額が400円（小児・障がい者は200円）となる上限運賃制度が開始[120][121]
    - 鹿沼駅前・石橋駅前の定期券センター営業終了[122]
    - 代表取締役社長手塚基文が退任し、専務の吉田元が昇格し社長に就任。手塚基文は相談役に就任[62][123]。

  - 8月1日 宇都宮営業所管内と石橋営業所管内でダイヤ改正[124][125]。江曽島線などの一部便の起終点を総合運動公園西まで延伸。
  - 8月中旬 公式Twitter運用開始[126]
  - 10月1日
    - 東野平出営業所管内でダイヤ改正。
    - 岡本・御幸ケ原・平出エリア方面の路線を再編し、宇都宮駅東口発着へ変更[127][128]
    - 柳田車庫線を再編し、半数を宇都宮東武 - 平出工業団地に短縮[127][128]
    - 東図書館線のマロニエプラザ付近を非経由に変更[127][128]
    - 真岡線（亀山経由）を廃止[127]
- 2022年
  - 4月1日 佐野新都市線運賃改定[129]
  - 7月1日 燃料価格高騰により空港バス・高速バスの運賃値上げ実施[130]
  - 10月1日
    - 県南営業所を小山営業所に改称[131]
    - 石橋～真岡車庫線を真岡営業所まで延伸し、真岡車庫を廃止[132]。

  - 11月30日 石橋営業所を廃止、翌12月1日から小山営業所石橋車庫に改組[133]
  - 12月1日 高速バス北関東ライナー路線廃止[134]
- 2023年
  - 7月18日 スマートフォン向け無料アプリケーション「関東自動車バスナビ」を正式にリリース
  - 8月27日
    - 宇都宮芳賀ライトレール線と競合する宇都宮市東部の路線が再編される[16]
    - 今市・那須・小山・佐野エリアを除く宇都宮地区の一般路線バスの運賃を改定[18]

  - 11月 オリジナルトミカを6千個製造し12月10日開催のイベント「関東バスバスフェスタ2023」にて販売[135]、イベント後は翌年1月15日より宇都宮駅前定期券センターにて常時販売[136]
- 2024年
  - 1月31日 比亜迪汽車（BYD）製の電気バス「BYD・K8」を導入[137]。同年2月より運行開始する2023年度分5台の電動バス導入を公表。新年度も5台導入し以後年30台導入予定[138]
  - 3月16日 ドライバーの残業規制強化対応のため路線バスのうち平日92便、土曜141便、日曜祝日89便を減便するダイヤ改正実施[139]
  - 4月1日 空港バス運賃改定、羽田線にて座席指定制度導入、成田線の日光駅乗り入れ廃止[140]

## 拠点と系列会社

### 本社・営業所
| 事業所名                 | 所在地                                | 車両配置箇所区分         |
| ------------------------ | ------------------------------------- | ------------------------ |
| 本社                     | 栃木県宇都宮市簗瀬四丁目25番5号       | -                        |
| 宇都宮駅前定期券センター | 栃木県宇都宮市駅前通り三丁目5番6号    | -                        |
| 池上定期券センター       | 栃木県宇都宮市池上町4番9号            | -                        |
| 栃木駅前定期券センター   | 栃木県栃木市境町21番4号               | -                        |
| 高速バス予約センター     | 栃木県宇都宮市駅前通り三丁目5番6号    | -                        |
| 簗瀬営業所               | 栃木県宇都宮市簗瀬四丁目25番1号       | 路線・高速・契約         |
| 宇都宮営業所             | 栃木県宇都宮市砥上町977番地           | 路線・貸切・契約         |
| 駒生営業所               | 栃木県宇都宮市宝木町二丁目820番地1    | 路線                     |
| 鹿沼営業所               | 栃木県鹿沼市村井町201番地             | 路線・契約               |
| 佐野営業所               | 栃木県佐野市富岡町1643番地            | 路線・高速・貸切         |
| 粟野営業所               | 栃木県鹿沼市口粟野662番地2            | 契約                     |
| 小山営業所               | 栃木県小山市神鳥谷二丁目3番17号       | 路線・貸切・契約         |
| 今市営業所               | 栃木県日光市瀬川1216番地              | 貸切                     |
| 栃木営業所               | 栃木県栃木市片柳町一丁目10番4号       | 貸切                     |
| 足利営業所               | 栃木県足利市常見町一丁目12番3号       | 貸切                     |
| 東野平出営業所           | 栃木県宇都宮市平出工業団地19番地8     | 東野（路線・貸切・高速） |
| 那須塩原営業所           | 那須塩原市下中野字大田原道東464-2     | 路線・高速               |
| 那須ロープウェイ営業所   | 栃木県那須郡那須町大字湯本字那須岳215 | 東野（索道）             |
| 東京営業所               | 東京都港区港南五丁目5番7号            | 貸切                     |

路線＝路線バス部、高速＝高速バス部、貸切＝貸切バス部、契約＝契約輸送部（旧総合サービス部）、東野＝旧・東野交通の営業所、東日本＝元・東日本交通の営業所

### 現存の系列会社
| 系列会社名                 | 所在地                          | 業種                                                              |
| -------------------------- | ------------------------------- | ----------------------------------------------------------------- |
| 関東ツアーサービス株式会社 | 栃木県宇都宮市簗瀬四丁目25番5号 | 旅行代理店業                                                      |
| 関東自動車整備株式会社     | 栃木県宇都宮市中一の沢町1番5号  | 自動車整備業                                                      |
| やしお観光バス株式会社     | 栃木県那須塩原市三区町528番地11 | 乗合バス・観光バス・特定バス 自治体バス運行受託業・第二種旅行業者 |
| 那須交通株式会社           | 栃木県大田原市下右上2113番地8   | 観光バス・特定バス                                                |

### 過去に存在した営業所・案内所
※名称が現存する営業所は、過去の所在地が現在地と異なる場合に記載
| 事業所名                    | 所在地／沿革 |
| --------------------------- | --- |
| 西那須野営業所              | 栃木県那須郡西那須野町 国鉄西那須野駅前 西那須野 - 塩原線の営業所として1927年開設 路線バス営業は、1937年9月に休止し省線バスへ事業譲渡、翌年廃止。 兼業のタクシー営業所は1940年まで存在し塩原自動車に統合された。                                                                  |
| 黒磯営業所                  | 栃木県那須郡黒磯町 1934年に那須地域進出を企図し 既存運行の6事業者のうち3者を買収して黒磯 - 那須温泉間用に営業所設置したが1937年に競合他社と統合され営業終了。 詳細は関東自動車那須塩原営業所を参照                                                                                |
| 駒生営業所                  | 栃木県宇都宮市駒生町645番地 大谷街道沿い、栃木県教育会館東隣に位置し、大谷街道の南側にあたる駒生町に事務所を、北側の宝木一丁目に駐車場を設置。 - 1967年 一の沢出張所を新築移転し設置 - 1974年 営業所に昇格 - 1989年 桜通営業所を統合し、現在地の宝木町二丁目に移転                |
| 桜通営業所                  | 栃木県宇都宮市桜二丁目5-25（大谷街道沿い） - 1958年（昭和38年） 旧本社跡地に郡部線の営業所として新設設置 - 1989年 駒生営業所に統合 ※白沢街道方面の路線は戸祭営業所へ移管 |
| 戸祭営業所                  | 栃木県宇都宮市若草町3302番地 - 1958年（昭和34年） 宇都宮営業所の市内バス出張所を戸祭へ移転 - 1964年（昭和39年）2月7日 営業所に昇格 - 1996年（平成8年） 駒生営業所に統合、出張所に格下げ - 1998年（平成10年）車庫に再格下                                                          |
| 江曽島営業所                | 栃木県宇都宮市八千代一丁目14-43（現「栃木運輸支局」敷地の南半分） - 1974年 市内線の営業所として設置 - 1991年 砥上町へ移転（後述の砥上営業所） ※かつての江曽島線の起終点「江曽島出張所（緑二丁目・後の江曽島車庫）」とは別場所                                                     |
| 砥上営業所                  | 所在地は現在の宇都宮営業所と同一場所 - 1991年 乗合部門の江曽島営業所を同所に移転 - 1998年 砥上営業所を廃止 |
| 宇都宮営業所 （宇都宮駅前） | - 1955年（昭和30年）宇都宮駅前広場の整備に伴い、本社社屋を宇都宮駅前に移転新築、 1階を宇都宮営業所とし、西側に第一車庫を設置 - 1956年（昭和31年） 営業所南側に第二車庫を設置した。 - 1962年（昭和37年） 簗瀬車庫を開設 - 1965年（昭和40年） 砥上車庫設置                          |
| 宇都宮営業所 （簗瀬町515）  | 所在地は現在の簗瀬営業所と同じ - 1962年 旧本社（国鉄宇都宮駅前）と併設していた宇都宮営業所の簗瀬車庫として設置 - 営業所機能を簗瀬車庫に移転し改称（宇都宮営業所） - 1989年（平成元年） 今市営業所の乗合部門を統合し、簗瀬営業所に改称                                             |
| 小山石橋営業所              | 栃木県下野市石橋236-6 - 昭和62年 小山営業所を統合し、小山石橋営業所に改称（旧名称は石橋営業所） - 平成8年 改組で営業所廃止。 |
| 上三川営業所                | 河内郡上三川町上三川 - 出張所→車庫→折返所と格下げ |
| 鹿沼営業所                  | 鹿沼市上野町 - 鹿沼駅前 |
| 新鹿沼出張所                | 鹿沼市村井町 - 現在の鹿沼営業所 |
| 栃木営業所                  | 栃木市境町（栃木駅前） - 1986年 佐野営業所を出張所化して当営業所に統合 - 1996年 組織改組で佐野営業所の出張所に格下げ - その後、栃木駅付近の再開発事業に伴い、現在地の片柳町に移転。 ※出張所とは別に、定期券発売センターが栃木駅北口付近に新たに整備された                         |
| 宇都宮観光営業所            | 所在地は旧駒生営業所と同じ - 1989年（平成元年） 宇都宮営業所と今市営業所の貸切バスを統合し貸切部門専業営業所として設置 - 1998年 営業所機能を砥上町（旧砥上営業所）に移転、宇都宮営業所に改称                                                                                      |
| 小山観光営業所              | 所在地は現在の小山営業所と同じ - 1970年 石橋営業所より分離独立、小山営業所発足 - 1987年（昭和62年） 石橋営業所に統合、出張所に格下げ - 1996年 組織改組で貸切部門専業の営業所へ格上げとなり、小山観光営業所に改称 - その後、小山観光営業所から県南営業所に改称されるが、時期は不明 |
| 東野黒磯営業所              | 所在地は那須塩原市錦町 - 2018年10月 経営統合により東野交通黒磯営業所を承継して設置 - 2019年10月 那須塩原営業所として新築移転改称した。 |
| 太田高速バス予約センター    | 所在地は群馬県太田市飯塚町169（BUSターミナルおおた内） - 1997年7月 メープル号運行開始に伴い開設 - 2020年7月末をもって営業終了。 |
| 鹿沼駅前定期券センター      | 栃木県鹿沼市上野町113番地1 - 2021年6月末日をもって営業終了 |
| 石橋駅前定期券センター      | 栃木県下野市石橋236-2 - 2021年6月末日を持って営業終了 |
| 東日本上大曽営業所          | 栃木県宇都宮市上大曽町492-1 - 2019年9月に東日本交通宇都宮営業所を引き継ぎ発足 - 2021年9月廃止 |
| 県南営業所                  | 所在地は現在の小山営業所と同じ - 小山観光営業所から県南営業所に改称されるが、時期は不明 - 2022年10月、県南営業所を改称し小山営業所の名称復活 |
| 石橋営業所                  | 栃木県下野市文教一丁目1番地34 路線・契約の営業所であったが、2022年11月30日廃止、12月より小山営業所石橋車庫に改組 改組後も定期券発売窓口は継続 |

### 過去に存在した系列会社
| 系列会社名                                          | 業種                                   | 本社所在地 | 備考                 |
| --------------------------------------------------- | -------------------------------------- | ---------- | -------------------- |
| 大裕商事 1987年に関東バス総合サービス株式会社へ改称 | 飲食事業、 特定バス事業、 駐車場事業等 | 宇都宮市   | 関東自動車に吸収合併 |
| ケイ・テイ・バス株式会社                            | 不動産業                               |            |                      |
| 那須ホテル株式会社                                  | ホテル業                               | 宇都宮市   |                      |

## 一般路線バスの運賃制度
- 宇都宮市中心部では「地帯制」運賃制度を採用しており、1地帯内乗車は大人170円、2地帯以上の乗車は大人220円となる。地帯制採用地域外は対キロ区間制を採用しており、初乗り180円からの乗車した距離に合わせた金額となる（いずれも小児半額、端数は10円単位に切り上げ）。また、小山市内路線の小山駅東口循環線と小山駅東口・新市民病院循環線は、小山市コミュニティバス「おーバス」の運賃に合わせ、大人200円、小児100円の均一制となっている。旧東野交通から移管された路線のうち大田原市エリアの運賃は大田原市営バスに合わせ大人200円、小児（中学生以下）100円の均一制。定期運賃についても大田原市営バスと同額に設定された[152]。
- 始発停留所を23時以降に出発するバスは、深夜バスとして普通片道運賃が2倍となる。

### バスカード（3社共通）
関東自動車は1993年（平成5年）、栃木県内では初めてプリペイド式磁気カードによる乗車カードシステム「バスカード」を一般路線バスに導入した。その後、ジェイアールバス関東（宇都宮地区）、旧東野交通（宇都宮・真岡地区）も同システムを導入しエリアを拡大した。2021年1月4日、ICカードシステム導入に伴う機器更新のため、取扱を終了した。
一般路線ではない、鹿沼市民バス「リーバス」鹿沼 - 古峰原線、日光市営バス今市 - 下小林線でも使用可能であった。

### 地域連携ICカード「totra（トトラ）」
関東自動車とジェイアールバス関東（宇都宮支店、西那須野支店）は2021年（令和3年）3月21日より、バスカードに変わる地域連携ICカード「totra（トトラ）」の発売およびサービス開始した。関東自動車では一般路線バス全路線でIC定期券や運賃の支払いに使用できる。また、Suica・PASMOなどの全国相互利用可能な交通系ICカードも利用可能となっている。これに伴い、バスの乗降方式が「中ドアから乗車、前ドアから降車」に改められている。

#### 乗継割引制度（LRT・路線バス・地域内交通）
LRT・路線バス・宇都宮市地域内交通の乗継割引を宇都宮市と芳賀町の施策により、totra利用者限定で実施している。totraを使ってLRTと関東自動車の路線バスとを乗り継ぐと、2乗車目の公共交通の運賃から大人100円・小児50円が、地域内交通と乗り継ぐと大人200円・小児100円が自動的に割引される。

#### 交通ポイントサービス
totra利用者限定で、関東自動車やジェイアールバス関東の路線バス、宇都宮市の地域内交通、宇都宮ライトレールの運賃を支払った際に、運賃支払い額の2％分の交通ポイントが貯まる「交通ポイントサービス」を実施している。貯まったポイントが次回の支払い運賃額以上となった場合、自動的に利用される。

### 宇都宮市内でのICカード利用における日中時間帯の運賃上限制度
2021年（令和3年）6月30日より宇都宮市内の一般路線バスで交通系ICカード利用における日中時間帯の運賃上限制度を開始した。totraやSuica、PASMOなど全国相互利用が可能な交通系ICカードを使って日中に一般路線バスを利用すると、宇都宮市内であれば片道運賃の上限が400円となる。小学生や身体・知的障がい者の運賃の上限は200円となる。正規運賃との差額は宇都宮市が負担する。

下記の3つを満たすと、上限運賃制度が適用される。
- 時間帯：毎日（土日祝休日含む）、午前9時～午後4時に適用になる。なお、降車の時間で判別する。（時刻表の到着時間が時間帯の範囲内であれば、遅延しても適用される。）
- 区間：市内での乗り降り（宇都宮市域を超えた場合は、通常運賃となる。）
- 対象：交通系ICカード（totraやSuicaなど）利用者

また、totra利用者においては先述の乗り継ぎ割引制度の併用が可能である。

### 全線定期券
2018年10月1日より栃木県内を運行する関東自動車（同日統合した旧:東野交通含む）、JRバス（宇都宮・西那須野管轄内）一般路線バスにて利用できるシニア向け全線フリー定期券「おでさぽ70」が発売・利用開始された。バスカードと異なり、一般路線ではない「リーバス」線での使用は不可である。
「totra」宇都宮ライトレールとバスとの連絡定期券
「totra」の宇都宮ライトレールとバス(関東自動車)との連絡定期券は、関東自動車の窓口(宇都宮駅前定期券センター)でそれぞれ発売する。
通常の区間指定の定期券の他、以下の種類が存在する。
- エリア定期券：特定のエリア内（地帯制運賃区間など）が利用可能な定期券
- 乗継定期券：2路線以上のバスを乗り継ぐ事が可能な定期券
- 2区間定期券：中間での鉄道利用を念頭に置いた、離れた2区間の定期券

## 運行路線

### 高速バス
マロニエ号
- （成田線・佐野経由便）柳田車庫・宇都宮駅・佐野新都市BT・境古河BT - 成田空港 ※運行協力／京成バス千葉イースト
- （成田線・真岡経由便）鹿沼インター入口・宇都宮駅・真岡 - 成田空港 ※運行協力／京成バス千葉イースト
- （羽田線）柳田車庫・宇都宮駅・佐野新都市BT - 羽田空港 ※運行協力／東京空港交通

とちの木号
- 柳田車庫・宇都宮駅 - 京都駅・大阪あべの橋 ※共同運行／近鉄バス

このほか、福島交通が運行する福島・郡山・宇都宮・佐野 - 名古屋線を運行支援している。

### 一般路線バス
- 宇都宮営業所
- 簗瀬営業所
- 駒生営業所
- 鹿沼営業所
- 小山営業所
- 佐野営業所
- 栃木営業所
- 東野平出営業所
- 那須塩原営業所

詳細は、それぞれの項目を参照されたい。

### 受託運行のコミュニティバス
- 宇都宮市内循環バス「きぶな」
- 宇都宮市上河内地域バス
- ふれあいバス
- 鹿沼市民バス「リーバス」
- 日光市営バス
- 足利市生活路線バス
- おーバス

### 索道
統合した東野交通が運営していた索道事業も承継している。

## 行先番号・路線番号

### 宇都宮地域
宇都宮地域では、1970年代の市内線（宇都宮市内線営業所の運行路線）に系統ごとに系統番号を導入し、1989年より営業所統合などもあり郡部線（宇都宮を発着する郊外路線）にも番号制を拡大し、現在の番号形態の基となった。行き先を示す番号が路線ごと付番され、往路と復路で番号が異なる方式である（例：行きは「31：西川田東」、帰りは「01：JR宇都宮駅」）。さらに、宇都宮駅等の行き先の多い系統の番号は経路が異なっていても統一されており（JR宇都宮駅行を[01]、駒生営業所行を[10]）把握しやすくした。2018年10月に経営統合した旧東野交通の路線には系統番号は振られていなかったが、ライトライン開業による路線の再編が行われた2023年8月改正より一部系統に付与、2024年3月16日改正から全系統に本格的に番号が付与された。

このほか、栃木県や宇都宮市が独自に作製したバス路線マップにおいて、マップ内専用の番号を付与している場合もある。
※印は、2024年4月現在使用されていない番号、▲印は使用されていない経由地・行き先。
- [01]JR宇都宮駅（西口）
- [02]JR宇都宮駅東口
- [05]宇都宮東武、西原車庫
- [09]ベルモール
- [10]作新学院経由駒生、作新学院・健康の森経由駒生、済生会・作新学院経由駒生、▲作新学院、直通 作新学院（スクールバス）
- ※[11]▲新道経由柳田車庫、▲新道・ベルモール経由柳田車庫、▲中平出経由柳田車庫、▲陽東桜が丘東経由ベルモール
- [12]越戸経由柳田車庫、▲越戸経由松下電器[127]、平出工業団地、御幸交番前
- ※[13]▲東コミュニティ・東町経由循環、▲東コミュニティ循環（みやバス）、▲峰経由松下電器
- ※[14]▲東町
- ※[15]▲竹林経由松下電器
- [16]宇商高経由富士見ヶ丘団地、竹林経由富士見ヶ丘団地、竹林・済生会経由富士見ヶ丘団地、▲宇商高・済生会病院経由富士見ヶ丘団地、▲宇商高・県河内庁舎経由富士見ヶ丘団地
- ※[17]▲竹林経由県河内庁舎、▲宇商高経由県河内庁舎
- [18]竹林経由済生会病院、▲宇商高経由済生会病院
- ※[20]▲鶴田駅発桜通り経由作新学院（スクールバス）
- [21]直通 文星女子高（スクールバス）、▲宇都宮女子商業高校
- [22]直通 宇短大附属高校（スクールバス）
- ※[23]宇都宮競輪場[注 8]
- [25]石橋駅、▲雀宮陸上自衛隊、上古山入口、▲一条・今宮経由雀宮駅、旭陵通り・今宮経由雀宮駅、▲自治医大
- ※[26]▲自治医大経由小山車庫
- ※[27]▲国道4号経由総合運動公園
- [31]一条経由江曽島（西川田東）、一条経由江曽島（西川田東）・総合運動公園西、▲江曽島（緑町）[注 9]
- ※[32]▲今宮線（循環）、▲自動車検査場
- [33]市役所循環（みやバス）、▲旭町経由江曽島、▲市役所
- [34]陽西通り経由鶴田駅、宇都宮市内循環線（きぶな）、▲陽西通り経由南宇都宮、▲陽西通り経由宇高校
- ※[35]▲新町経由鶴田駅、▲新町経由南宇都宮、▲新町経由宇高校
- [36]六道経由鶴田駅、六道経由西川田東、六道経由西川田東・総合運動公園西、▲六道経由宇高校、▲六道経由西川田駅、▲六道経由子ども科学館、▲六道経由総合運動公園、▲六道経由おもちゃの町駅
- [37]桜通り経由鶴田駅、桜通り経由西川田駅、▲桜通り経由宇高校
- [38]雀宮駅＝さつき団地＝西川田駅東口、▲中央通り経由鶴田駅
- ※[39]▲雀宮駅＝若松原＝西川田駅東口
- [40]西の宮団地（みやバス）、▲陽西通り経由江曽島（緑町）
- [41]楡木車庫、運転免許センター経由楡木車庫、運転免許センター、直通 運転免許センター
- [43]通称：シウマイ餃子ライン 新鹿沼、宇短大経由新鹿沼[注 10]、砥上車庫、▲砥上団地、▲砥上営業所
- [45]大谷経由立岩、▲大谷資料館、▲大谷経由新里（畑中）、▲大谷経由新里、▲大谷経由ろまんちっく村
- [46]作新学院・陽西中経由ろまんちっく村、▲森林公園、▲古賀志（西田中入口）
- [47]荒針経由新鹿沼
- [50]JR宇都宮駅＝清住＝戸祭＝細谷車庫、▲JR宇都宮駅＝清住＝戸祭
- [51]戸祭・仁良塚経由ろまんちっく村、▲栗谷沢ダム、▲仁良塚、▲仁良塚経由新里
- [52]山王団地、石那田、篠井ニュータウン、▲農業試験場経由山王団地、▲宇都宮ゴルフ場
- [53]JR宇都宮駅＝和尚塚＝細谷車庫、▲JR宇都宮駅＝和尚塚＝戸祭
- [54]JR宇都宮駅＝西塙田＝戸祭＝宝木団地、▲JR宇都宮駅＝西塙田＝戸祭、西塙田・戸祭台循環（みやバス）
- [55]作新学院経由細谷車庫、作新学院経由宝木団地、▲作新学院経由戸祭
- [56]日光東照宮、JR日光駅、今市車庫
- ※[57]▲鬼怒川
- [58]塩野室経由船生、▲塩野室、▲飯山
- [60]豊郷台経由帝京大学、直通 帝京大学、豊郷台・帝京大学経由宇都宮美術館
- [61]田原経由宇都宮グリーンタウン、宝井経由宇都宮グリーンタウン
- [62]田原経由今里、▲玉生、玉生・塩谷町役場、▲田原経由中里原
- ※[63]▲宮山田
- [64]ニュー富士見
- [70]JR宇都宮駅経由釜井台団地
- [71]白沢河原、奈坪台経由白沢河原
- ※[72]▲白沢経由中里原
- [73]JR宇都宮駅経由奈坪台、▲JR宇都宮駅・済生会経由奈坪台
- [75]岡本駅東口、岡本駅西口、和久
- [80]瑞穂野団地
- [81]東高校経由東汗（ひがしふざかし）、▲蓼沼経由上三川
- ※[82]▲西刑部
- ※[83]▲卸売団地
- [84]瑞穂野団地経由本郷台西汗、▲瑞穂野経由本郷台
- [85]屋板経由上三川、屋板・インターパーク経由上三川
- [90]真岡
- [91]益子
- [92]星の杜中学校・高等学校

### 那須地域
那須地域定住自立圏内の路線バスにはアルファベット1文字と終点を表す数字を組み合わせた路線番号が付与されている。那須地域定住自立圏4市町（那珂川町、大田原市、那須塩原市、那須町）と関東自動車およびJRバス関東とで協議しナンバリングと同時に、同じ場所のバス停ながら関東自動車と市営バスなど路線によって名称が異なる停留所の名称統一、西那須野駅・那須塩原駅・黒磯駅の各駅の東口と西口のバス停の明確化も行われ、2021年4月より路線バス車両のLED方向幕等で運用開始した。
- [W2]西那須野駅東口
- [N4]那須塩原駅西口
- [K5]黒磯駅西口
- [T8]大田原市役所
- [T40]那須赤十字病院
- [Y50]那須湯本温泉
- [Y51]弁天温泉
- [Y52]那須ロープウェイ
- [M55]板室温泉
- [M56]那須ハイランドパーク
- [D60]黒田原駅
- [D61]伊王野
- [B70]黒羽郵便局前
- [B73]五峰の湯
- [T81]大田原中学校前
- [T82]大田原女子高校前

## 車両

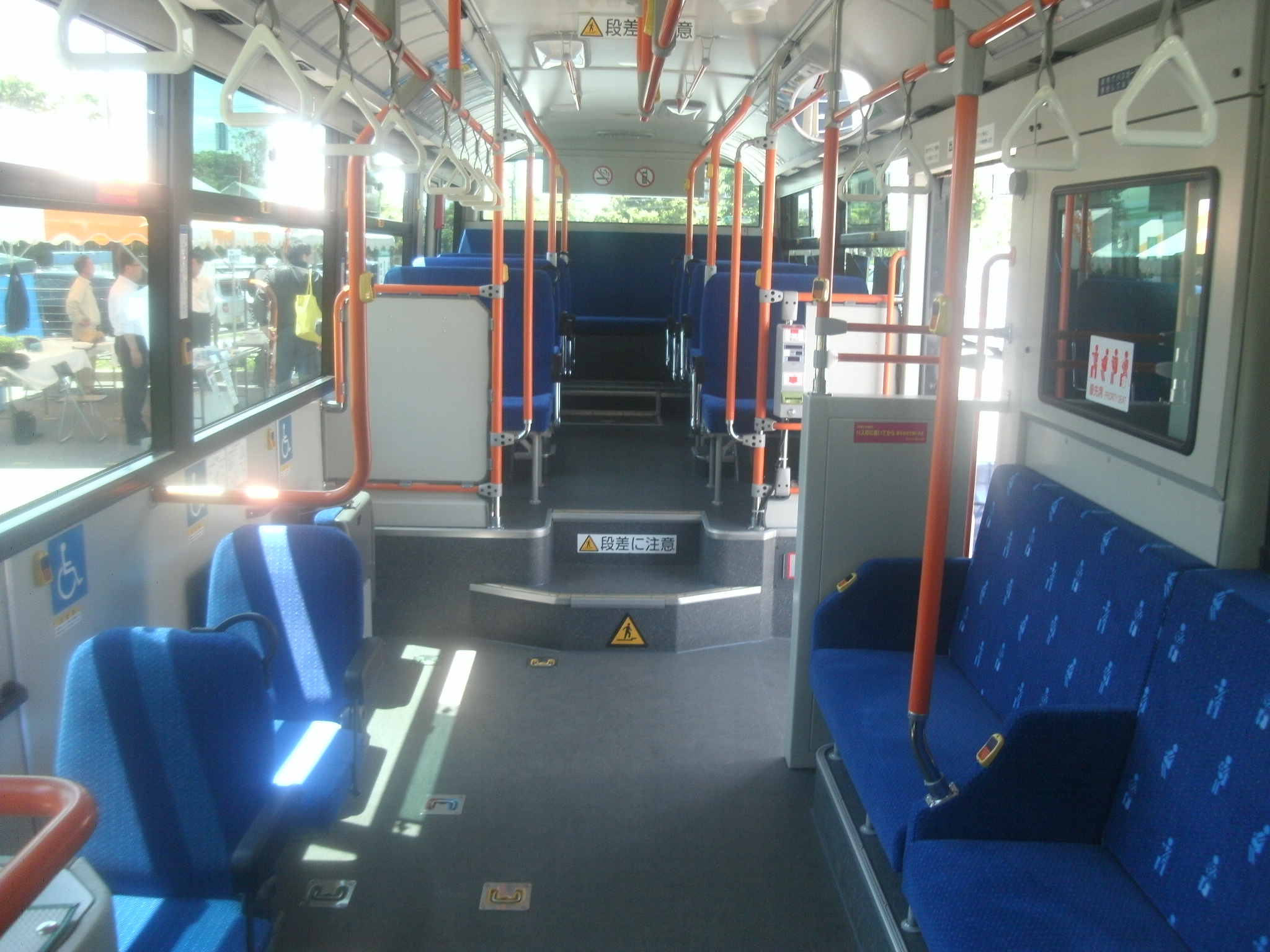
2002年導入の大型ノンステップバスの車内

日野自動車・いすゞ自動車・日産ディーゼル／UDトラックスの地域販売会社の株式を保有している関係で、この3社が大半を占めている。三菱ふそうトラック・バスの比率は僅かだったが、1998年にエアロスターのノーステップバス、1999年にとちの木号のエアロキングを導入してからは、三菱車の比率が上がっている。
いすゞ車が多いのは、宇都宮市・旧河内町地区にジェイ・バス宇都宮事業所（旧アイ・ケイ・コーチ - いすゞバス製造）が、栃木市大平町にいすゞ栃木工場があることも影響している。
また営業地域に富士重工業（現：SUBARU）宇都宮製作所がある関係で、富士重工業（スバルカスタマイズ工房）製ボディも多く採用されていた。かつては富士重工業製車体を架装した三菱ふそうの一般路線車が当時の鶴田に新製配置されたこともある。
日産ディーゼル（UDトラックス）製の新車導入は、富士重工業のバスボディ製造撤退後は途絶えていたが、2009年に西日本車体工業製車体架装車で導入再開したものの、UDトラックスのバス製造事業撤退により新車導入は2010年が最後となった。
座席の色は、路線車両は青色を基本とし、赤色を優先席用としていたが、近年のノンステップバス等は全面的に青色になっている。貸切車両は赤系の座席で、移籍車両など一部は他の色もある。高速バス用は別のデザインである。

### 路線車

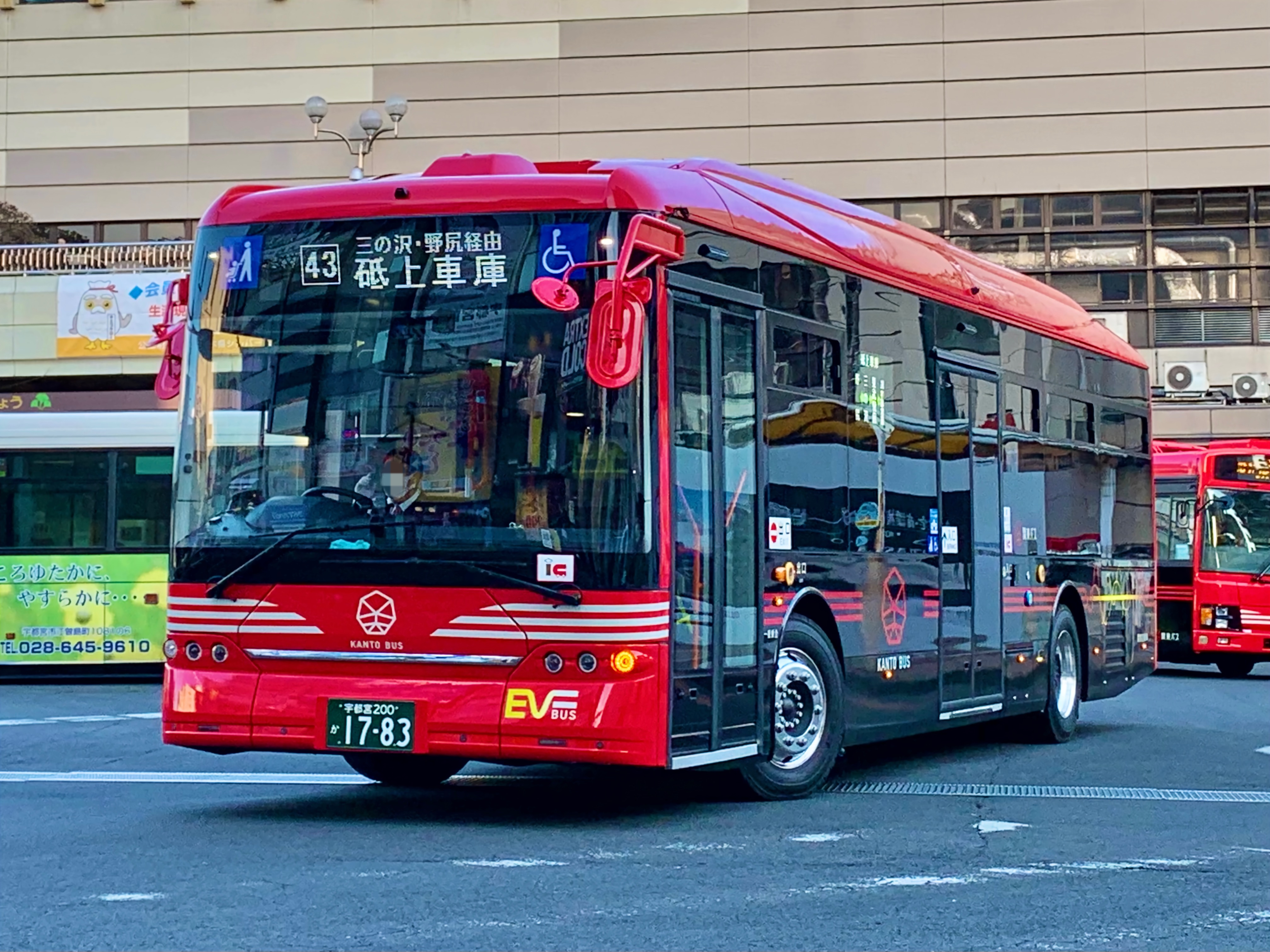
電気バス（BYD・K8）

路線車は、南関東・関西方面からの移籍車が多数在籍しているが、近年は行政主体 でバリアフリー化を進めている関係で、大型・中型・中型長尺車のノンステップバスが新車で大量導入された結果、以前より自社発注車の比率が高くなっている。
1970年代から1990年代初頭までは、経年車の置き換えに新車導入のほか、貸切車を路線用に格下げ転用するケースが多く見られた。その後、貸切車は高床化が進んだため、現在は貸切車転用の路線車は在籍していない。
1980年代後半から、神奈川中央交通からの移籍車が大量導入されるようになり、1980年代後半から1990年代にかけては、神奈川中央交通のほか都営バス・西武バスなどからの移籍車が導入された。
2000年代に入ると、横浜市営バス・川崎市営バスからの前・中扉車を導入したほか、京浜急行バス、東武バス、川崎鶴見臨港バスなどの関東勢に加え、大阪市営バスからは関東では導入例の少ないいすゞ・LVの西工58MC架装車が移籍した。
近年、京王電鉄バスや横浜市営バスからの中扉スロープ付きワンステップバス（日産ディーゼル・スペースランナーJP）が多数導入 されてからは、移籍車もバリアフリー対応となっている。
2021年1月4日までの乗降方法は基本的に前扉のみで行い、中扉・後扉は原則的に閉め切り扱いであった。スロープやリフト付きのバリアフリー車でも中ドアは原則車椅子専用出入口としていた。
2021年1月5日より同年3月21日導入のICカード対応の運賃箱へ更新に伴い、更新完了車から順次乗降方式を「中・後乗り前降り」に変更した。
ノンステップ・スロープ付きの車両には「人にやさしいノンステップバス」、ワンステップ・スロープ付きの車両には「人にやさしいバス」の表記が車体または窓ガラスに表記されている。
2023年度から電気バスの導入を開始し、2024年2月3日より中華人民共和国の比亜迪汽車（BYD）製の電気バス「BYD・K8」の運用を開始している。またいすゞ自動車及びトヨタ自動車の合弁企業であるコマーシャル・ジャパン・パートナーシップ・テクノロジーズ（CJPT）製の電動バスも導入される予定となっている。2030年度までに駒生営業所に71台、簗瀬営業所に53台、宇都宮営業所に34台、計158台導入し、宇都宮市内で運行される現行のディーゼル車をほとんど置き換える。2024年度に試験的に10台投入し、それ以降は年に40台導入しディーゼル車を順次置き換える方針である。

#### カラーリング
1997年までの新車導入時に主に採用されていた 一般色は上半分が白、下半分はベージュ地に赤の3本帯を配し、裾はグレー。「三筋カラー」と呼ばれ、昭和20年代からこのデザインが採用されている。標準色車側面の「関」マークに加わる指と翼は「キメラの翼」といわれている。1998年以降でも、移籍車両などスロープなしの車両については、引き続きこのカラーリングが採用されていた。
1998年から2018年までのバリアフリー対応のノンステップ車・スロープ付きワンステップ車に施されているカラーリング、通称「白バス」は、白地に水色と藤色の波が描かれている。
2019年2月に旧東野交通との経営統合後の路線バス用新車を新カラーリングで6台導入した。通称は「赤黒バス」。外部デザイナーとしてイチバンセンを起用し、経営統合した両社のコーポレートカラーである赤色を基調とし側面部は黒色ベースとしたシックなデザインで、前面や中ドアに統合後の新ロゴマークを表示している。同月以降の移籍車両もこのカラーリングを採用している。
コミュニティ系路線である宇都宮市の「みやバス」と小山駅東口循環線は、小型バス（日野・リエッセとポンチョ）が主力で、2004年にみやバスとして導入されたリエッセの自社発注車には作新学院高等学校にデザインを委嘱した2種類の塗装が採用された。宇都宮市中心部の循環バス「きぶな」は、車椅子用リフトを備えた黄色と水色の小型バス（日野・リエッセ）が主に使用される。

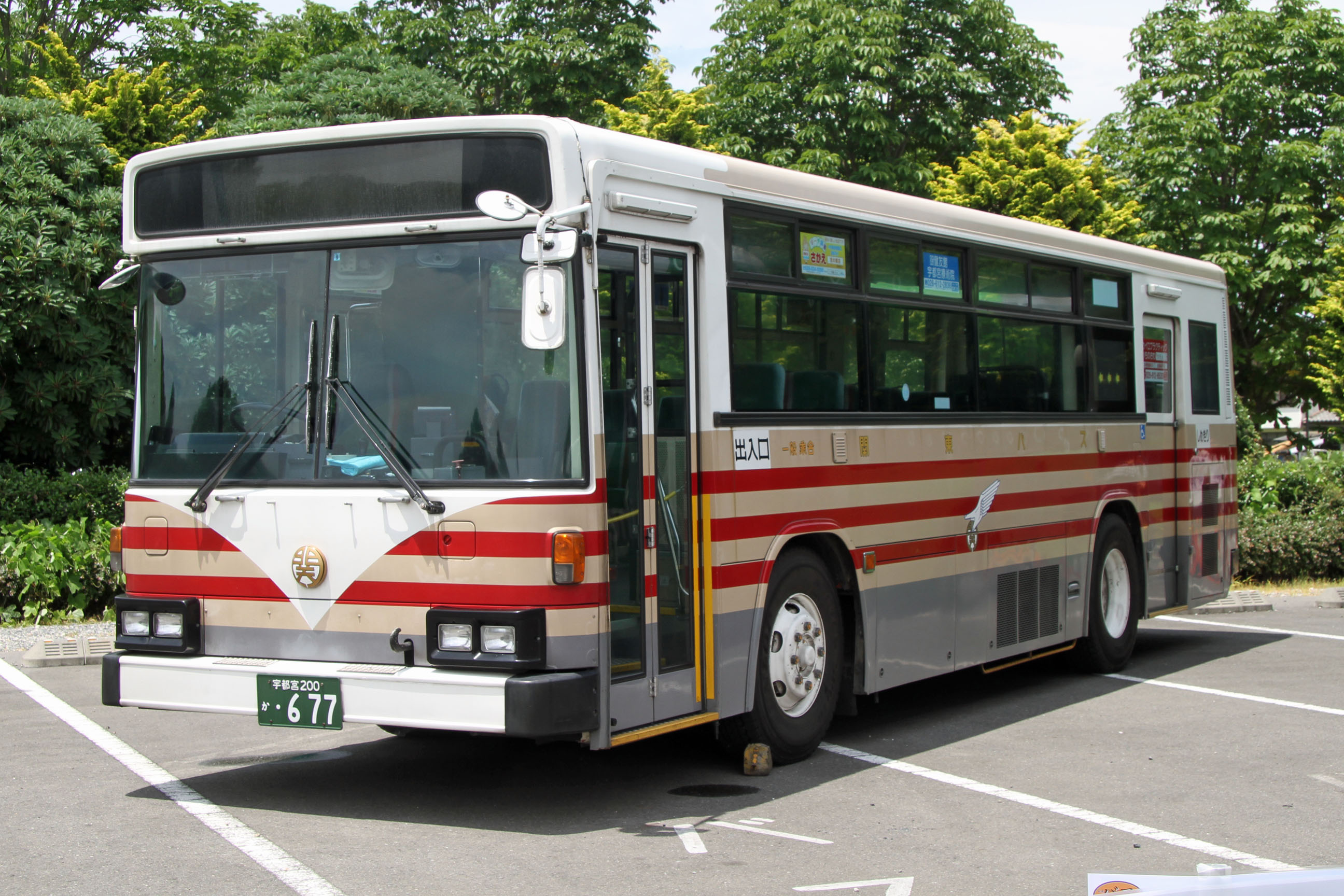
1997年までの一般色「三筋カラー」。写真の車両は大阪市交通局から移籍
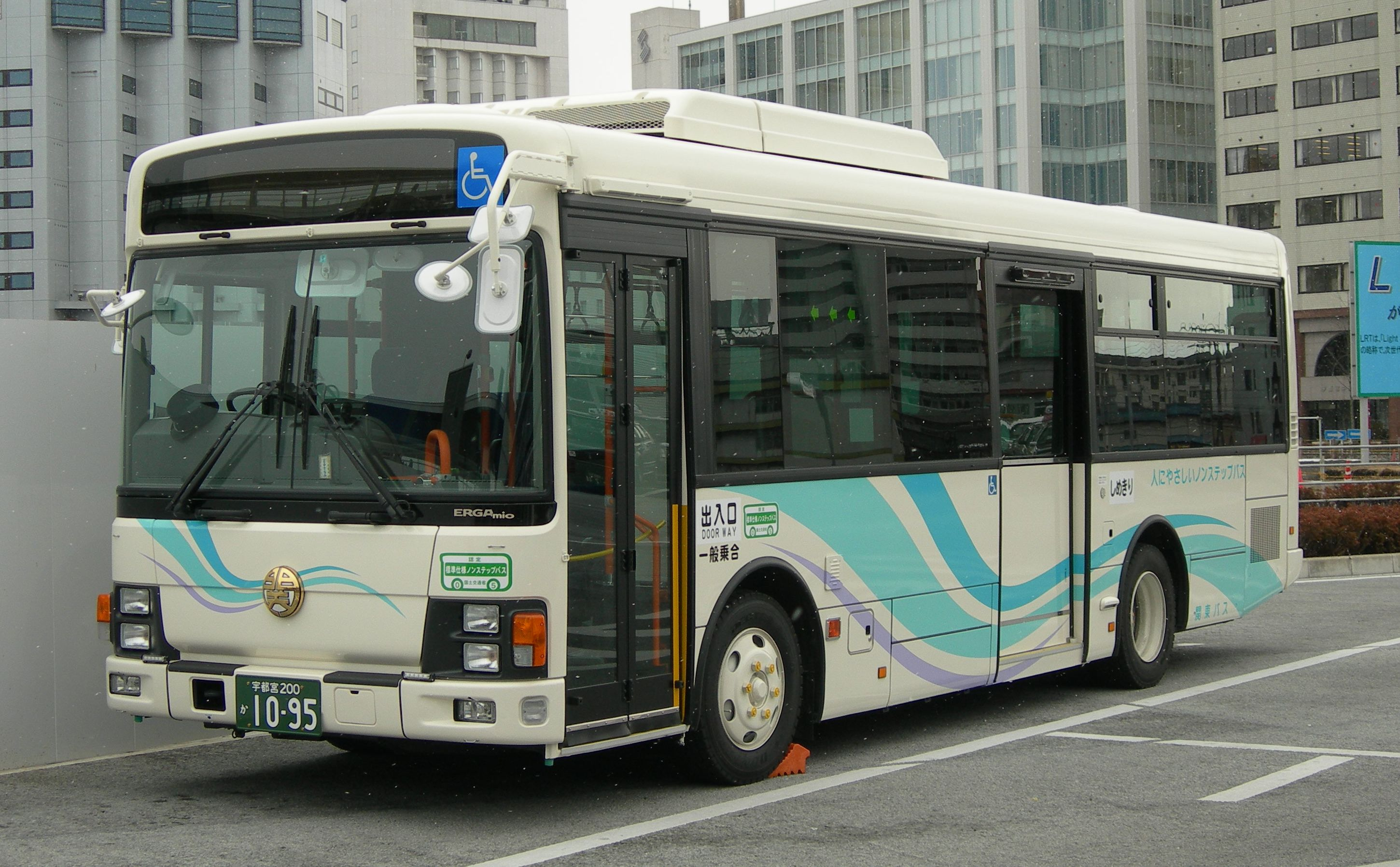
1998年から2018年までのバリアフリー対応カラーリング。
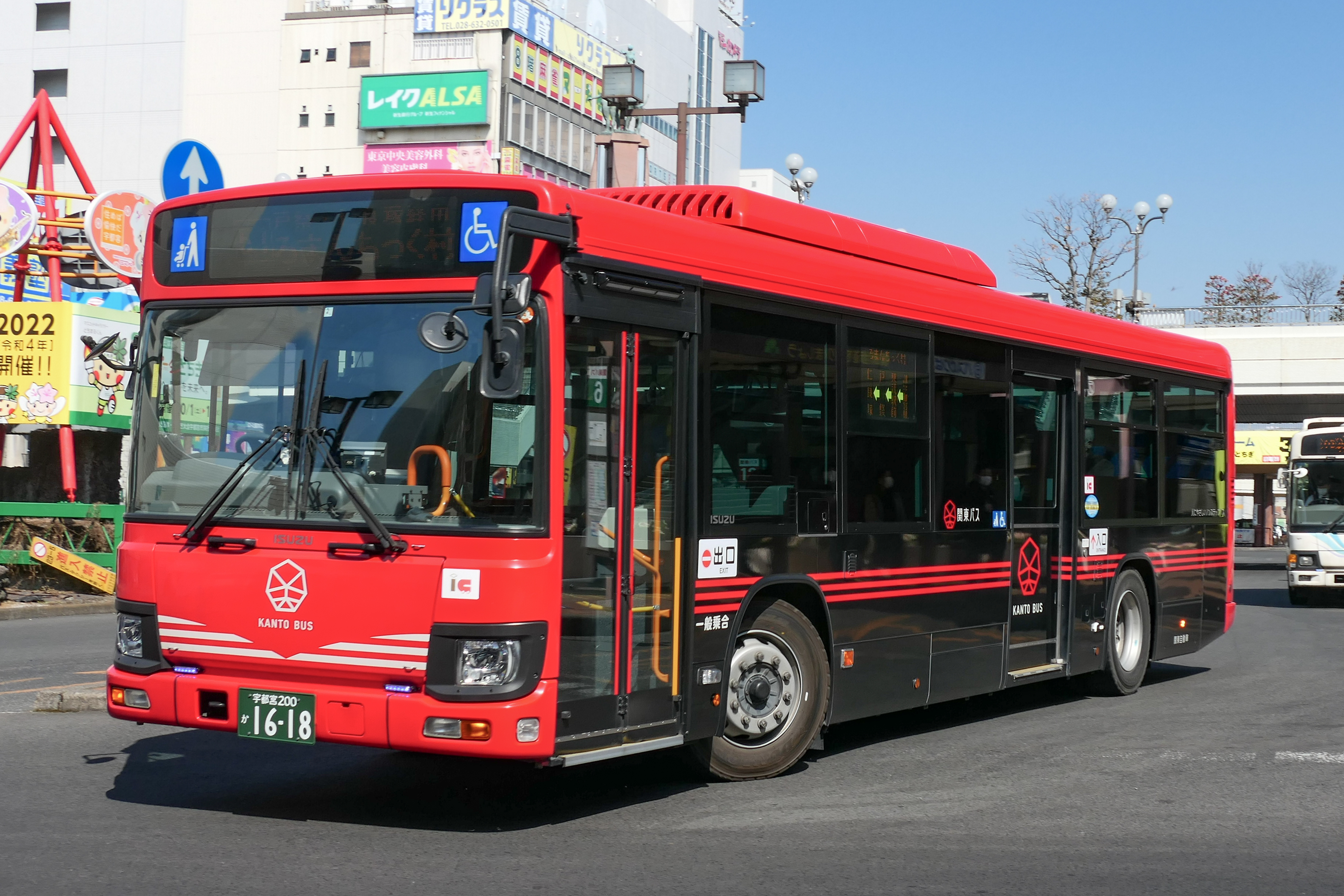
2019年以降のカラーリング。
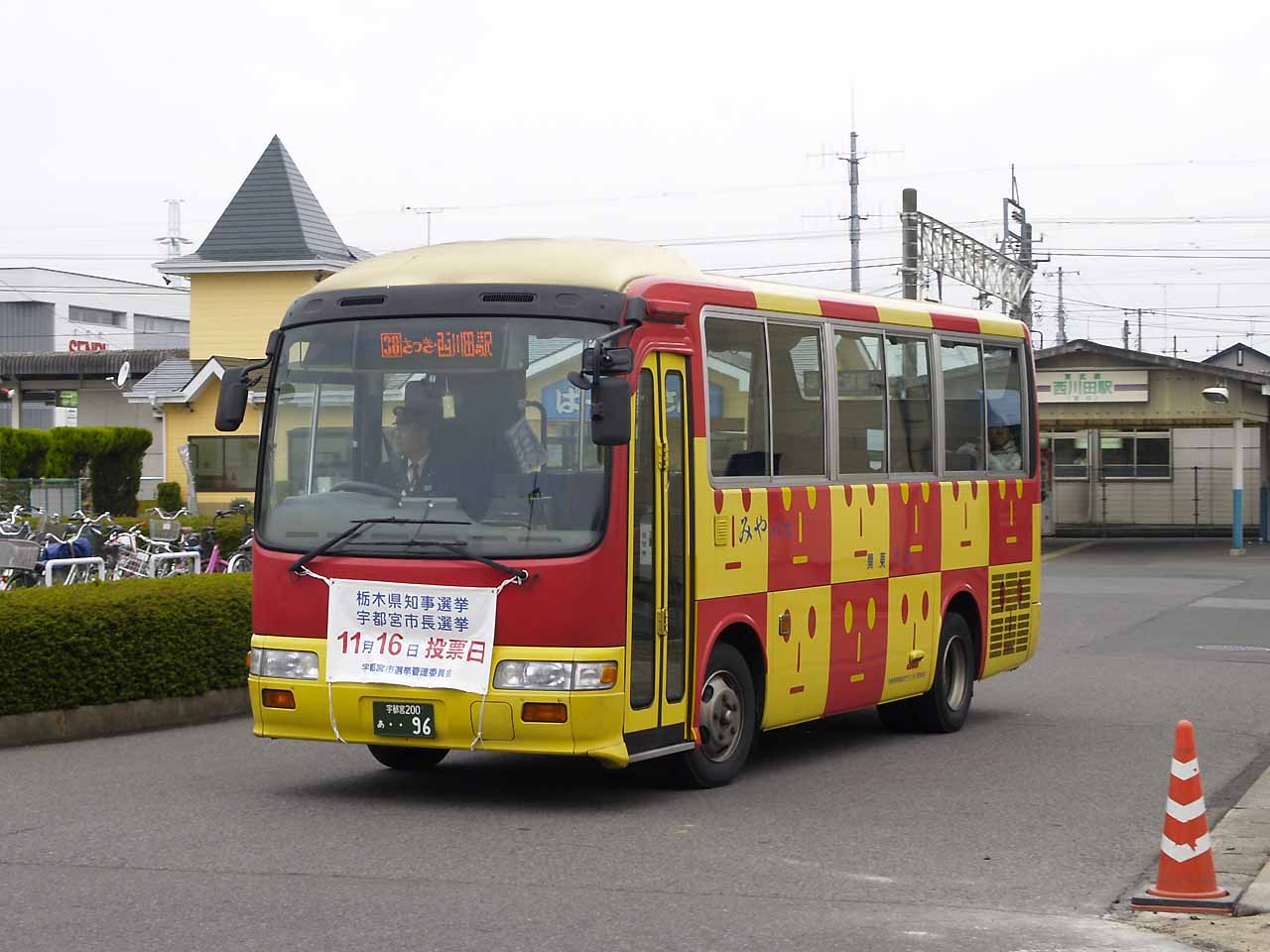
2000年から2010年頃までの小型バスカラーリング 「みやバス」用
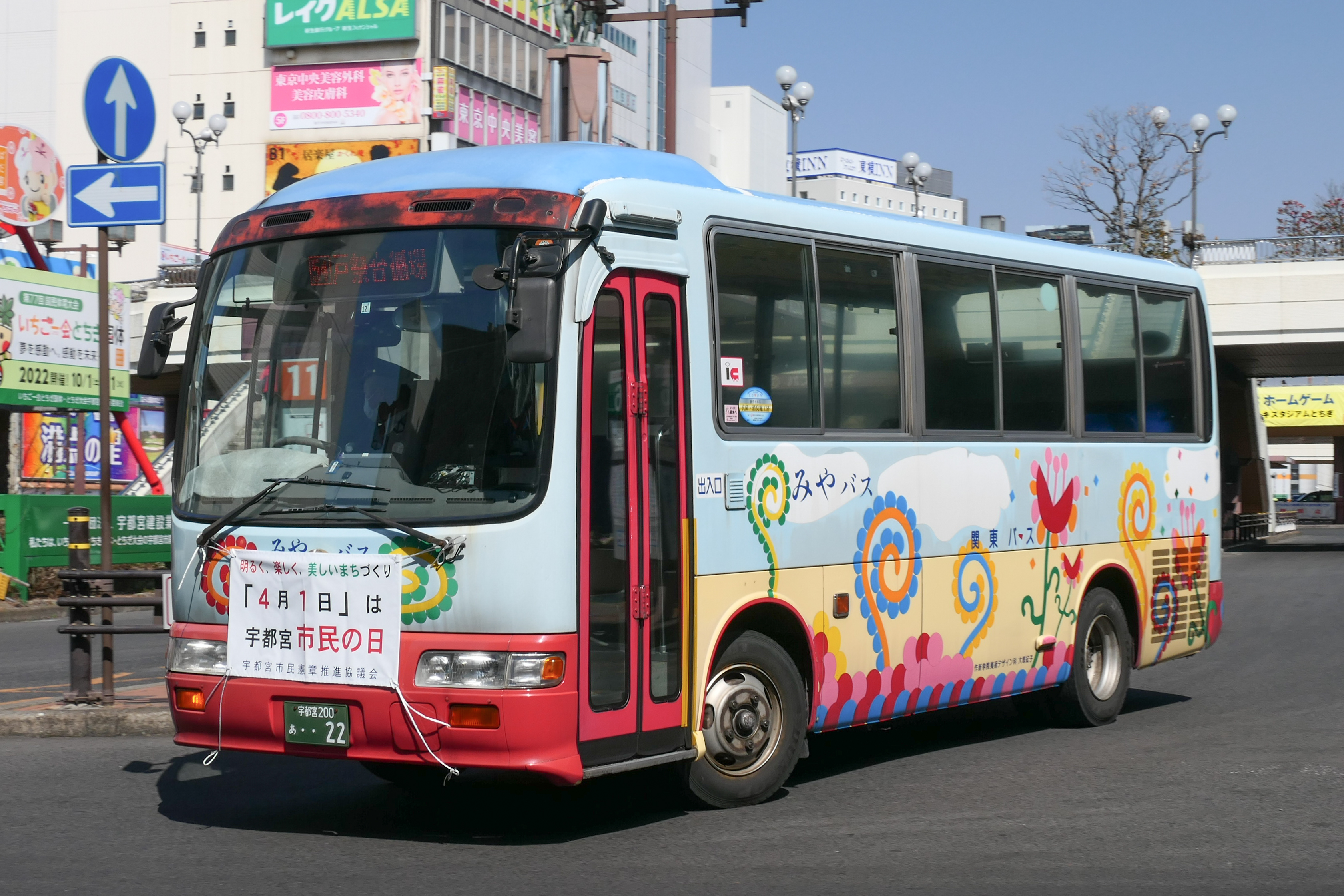
「みやバス」用
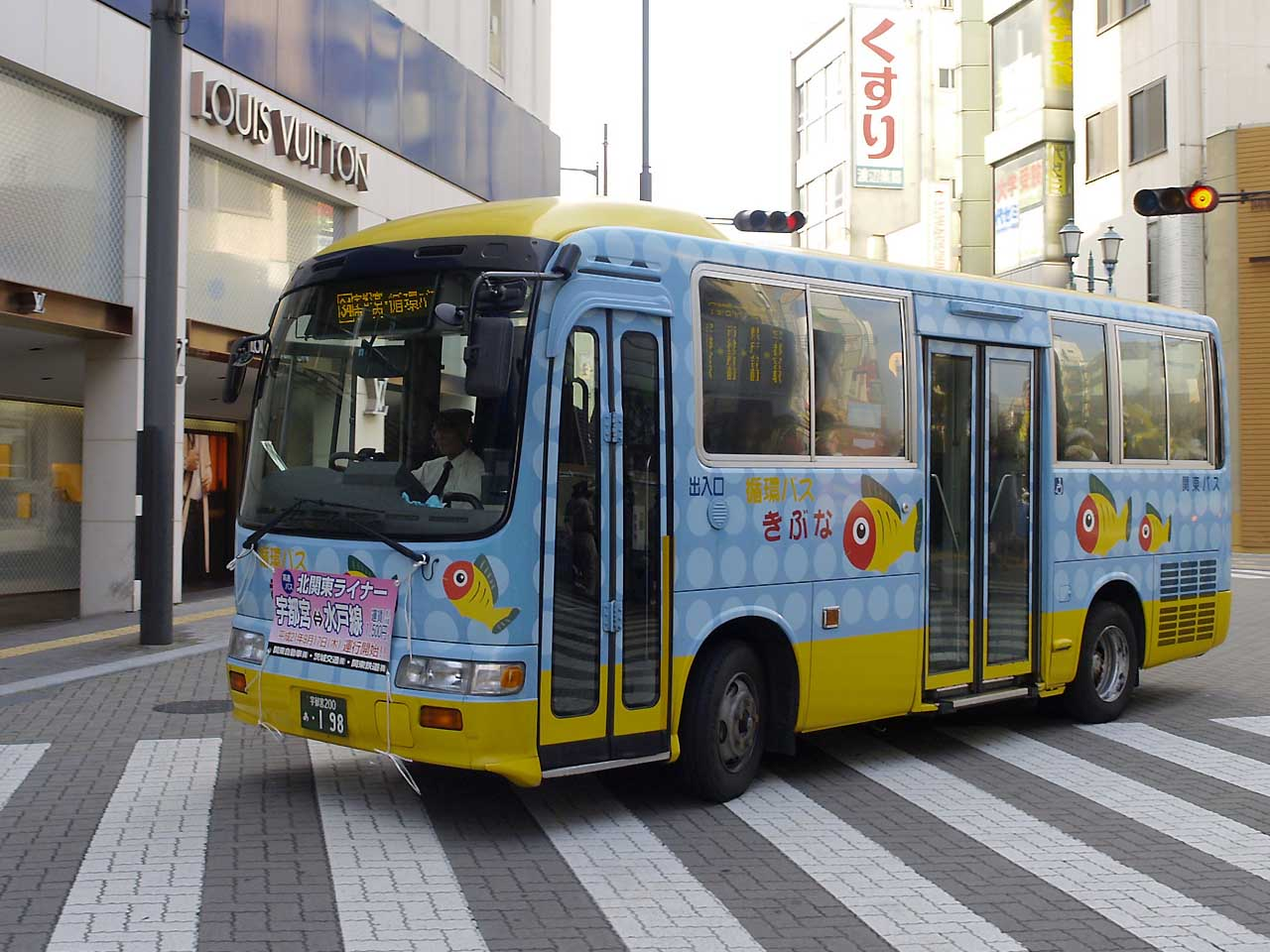
宇都宮市内循環バス「きぶな」

### 高速車・空港リムジン

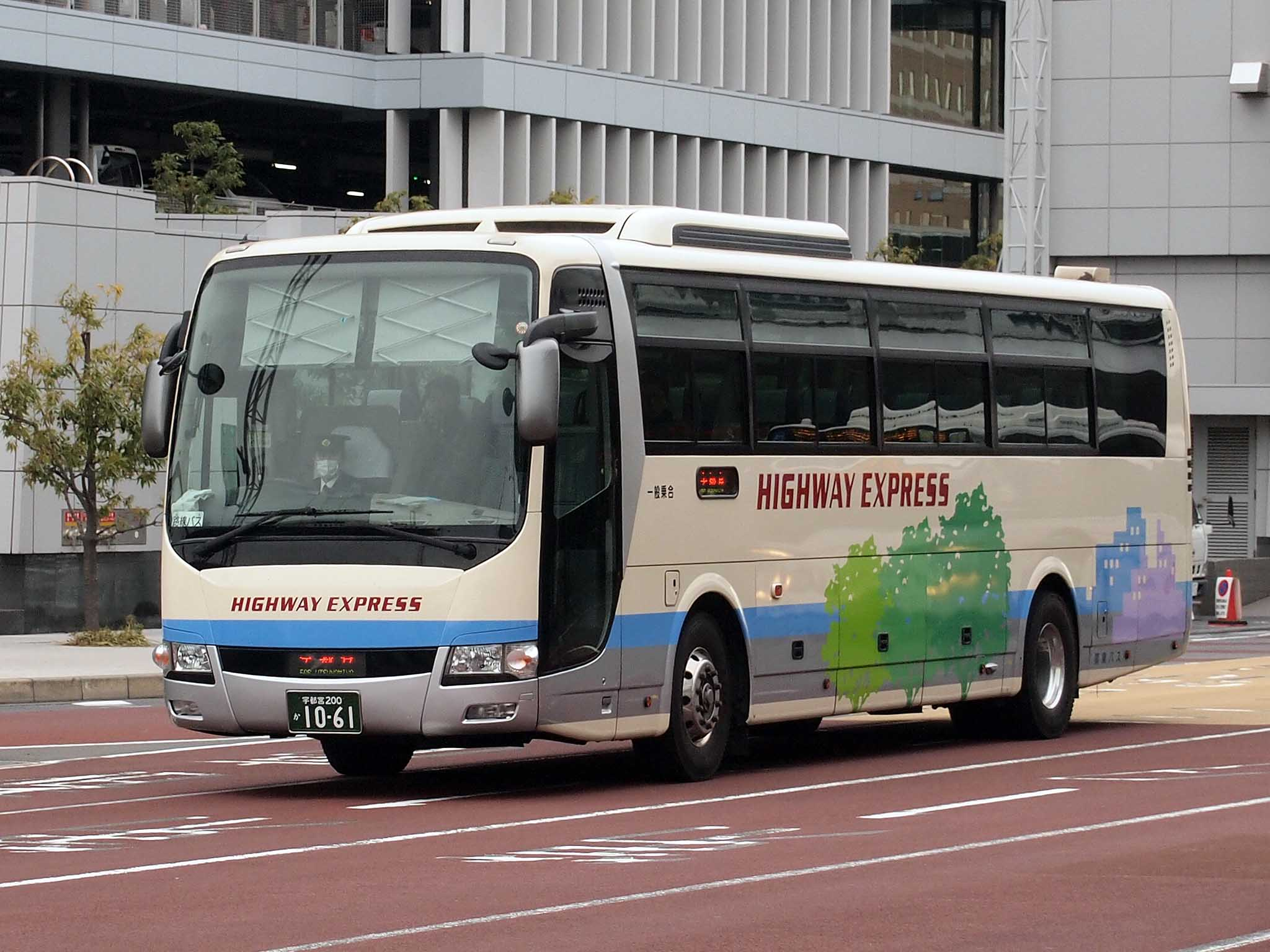
高速バス・空港リムジン用カラー（マロニエ号）

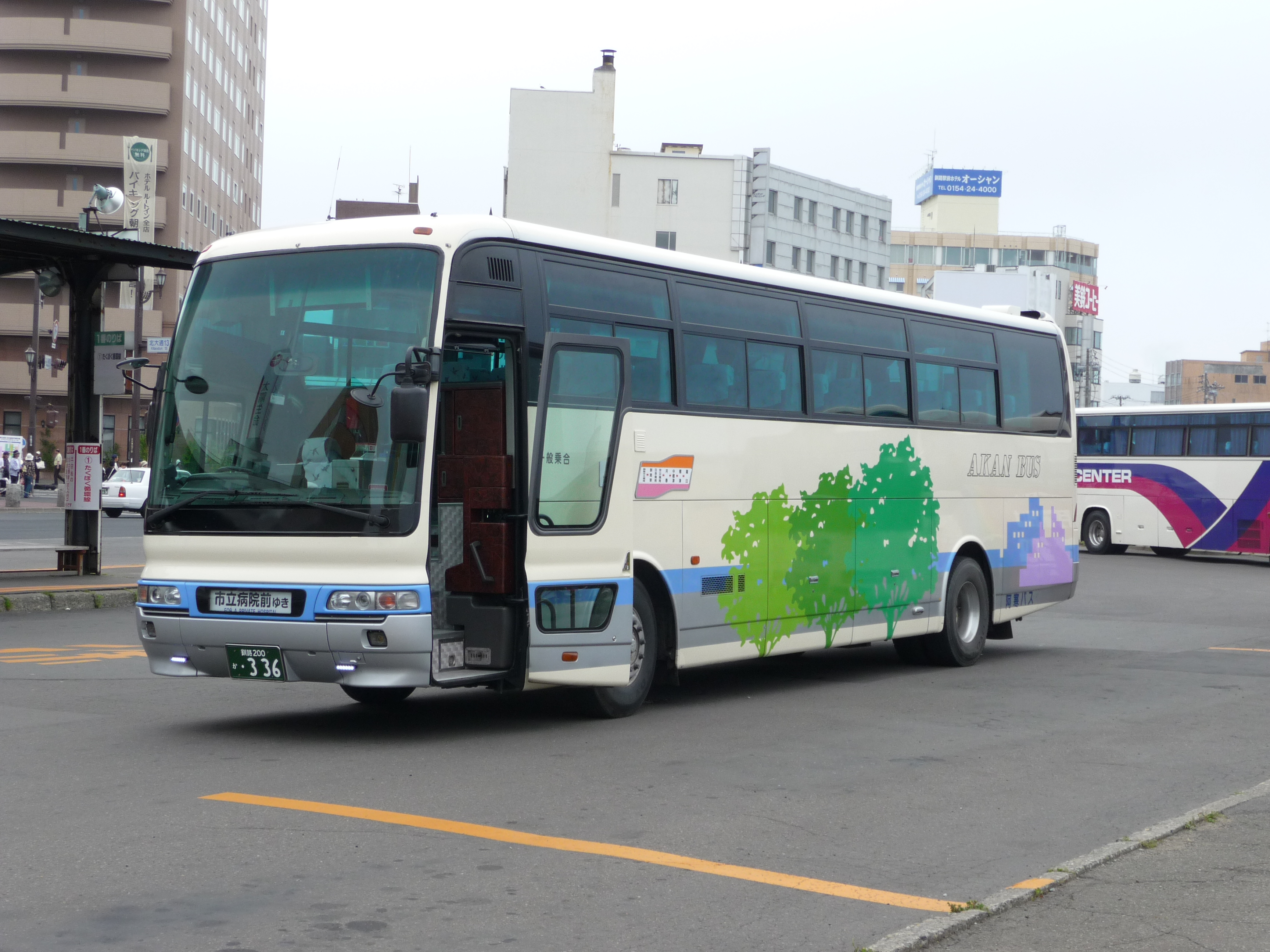
廃車後に阿寒バスに転籍した元マロニエ号用車両

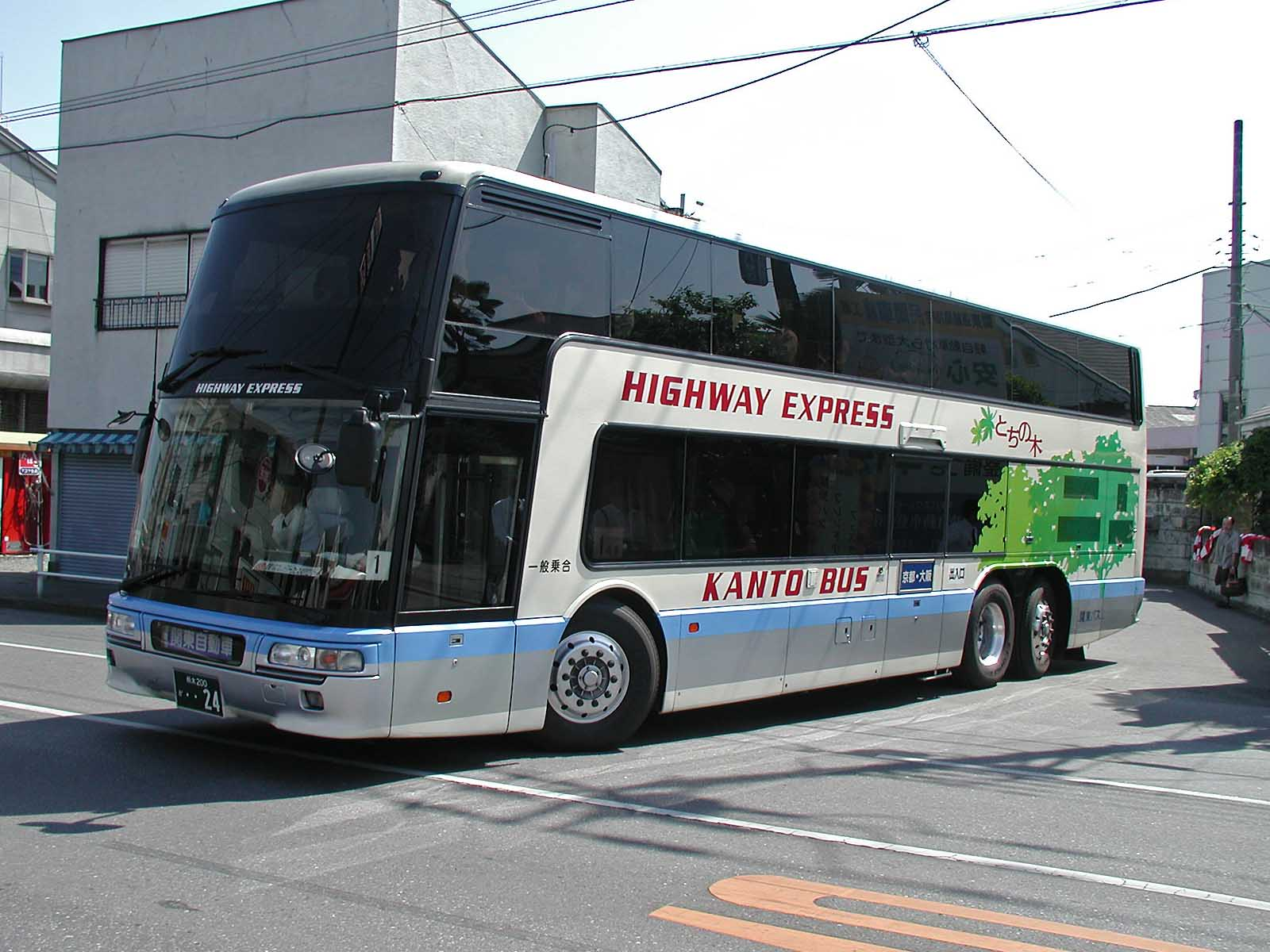
夜行高速バス「とちの木号」

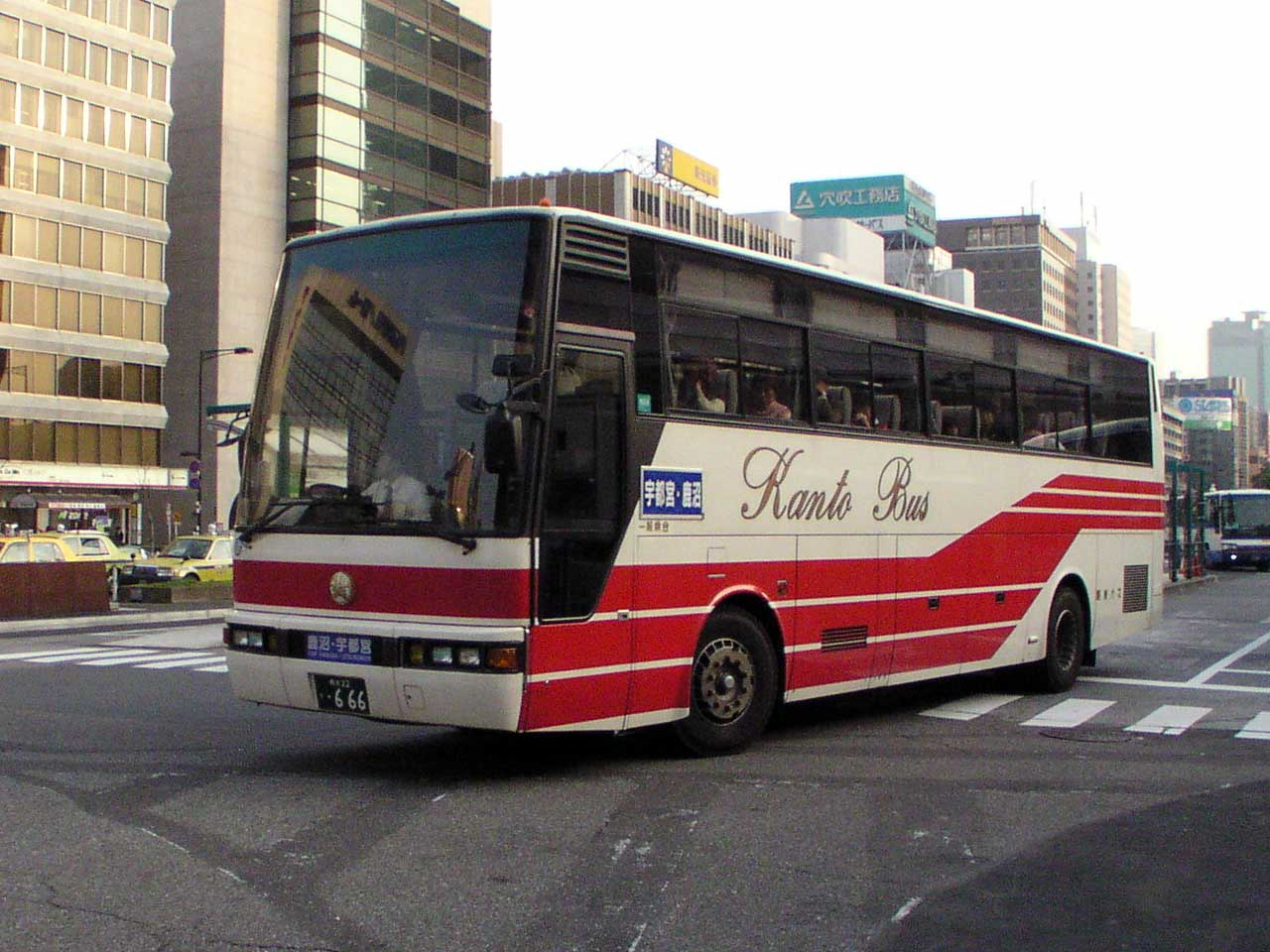
貸切転用の高速車両（廃車済み）

1990年開業の成田空港線より採用された基本デザインはクリーム色をベースに裾に水色と銀色。ホイールベースに3本の木が描かれる（2階建て車はエンジン部分）。車両は使用路線に合わせて空港リムジンには「AIRPORT LINER」、とちの木号・マロニエ新宿号・北関東ライナーには「HIGHWAY EXPRESS」の表記で運用が区分されていたが、2010年夏以降に導入された空港リムジンはとちの木号を含め自社のすべての運用に対応できるよう「HIGHWAY EXPRESS」に表記が統一された。なお「HIGHWAY EXPRESS」のネーミングはとちの木号の共同運行者である近鉄バスの車両に付けられていたものを流用したものである。
マロニエ号（成田線）の日野・ブルーリボンRU以来、日野・セレガシリーズが中心で、2000年前後はスーパーハイデッカーが採用されており、三菱ふそう・エアロクィーンやいすゞ・ガーラ（初代のスーパーハイデッカー）も導入されたが、2006年以降に導入された2代目セレガ・ガーラはハイデッカーに戻り、2008年度以降は車体への愛称表記を廃止した。なお、自動車NOx・PM法の対象地域への車種規制や経年により、スーパーハイデッカーは後述の夜行用エアロクィーン以外は廃車され、みちのりグループの茨城交通及び会津乗合自動車、グループ外の阿寒バスなど東北・北海道地区の会社へ移籍した。
マロニエ新宿号用に数台のトイレ付の貸切車が高速車へ転用改造された。運行開始時に用意された最初の1台は高速カラーへ変更されたが、その後に転用された車両は貸切カラーのままマロニエ新宿号に使用された。マロニエ新宿号撤退後は、1台がトイレ撤去の上貸切車に復元された。
夜行高速バス「とちの木号」は、当初はスーパーハイデッカーを使用し、1999年に共同運行の近鉄バスに合わせ三菱ふそう・エアロキングを導入し主に使用。久喜駅停車に併せて2010年には2台目となるエアロキングが導入された。2002年に真岡・小山線（現在は休止）を新設時に導入したエアロクィーンは、夜行と北関東ライナーの共通予備車となっている。
2019年7月に、みちのりグループの岩手県北自動車・茨城交通・会津乗合自動車に次いで、「みちのりエクスプレス（MEX）」カラーの新車2台が導入された。シャンパンゴールドを基調とし、みちのりオレンジでエントランスを包み込んだものとなっている。車体に入る社名表記は、他のグループ会社と異なり、日本語社名は入らず、新ロゴマークと「KANTO BUS」の組み合わせとなっている。

### 貸切車

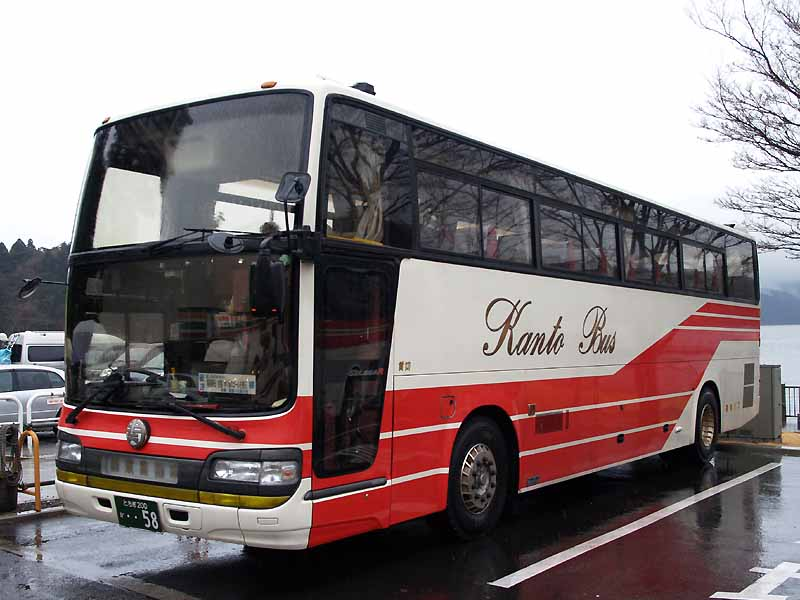
貸切車（セレガR GJ）

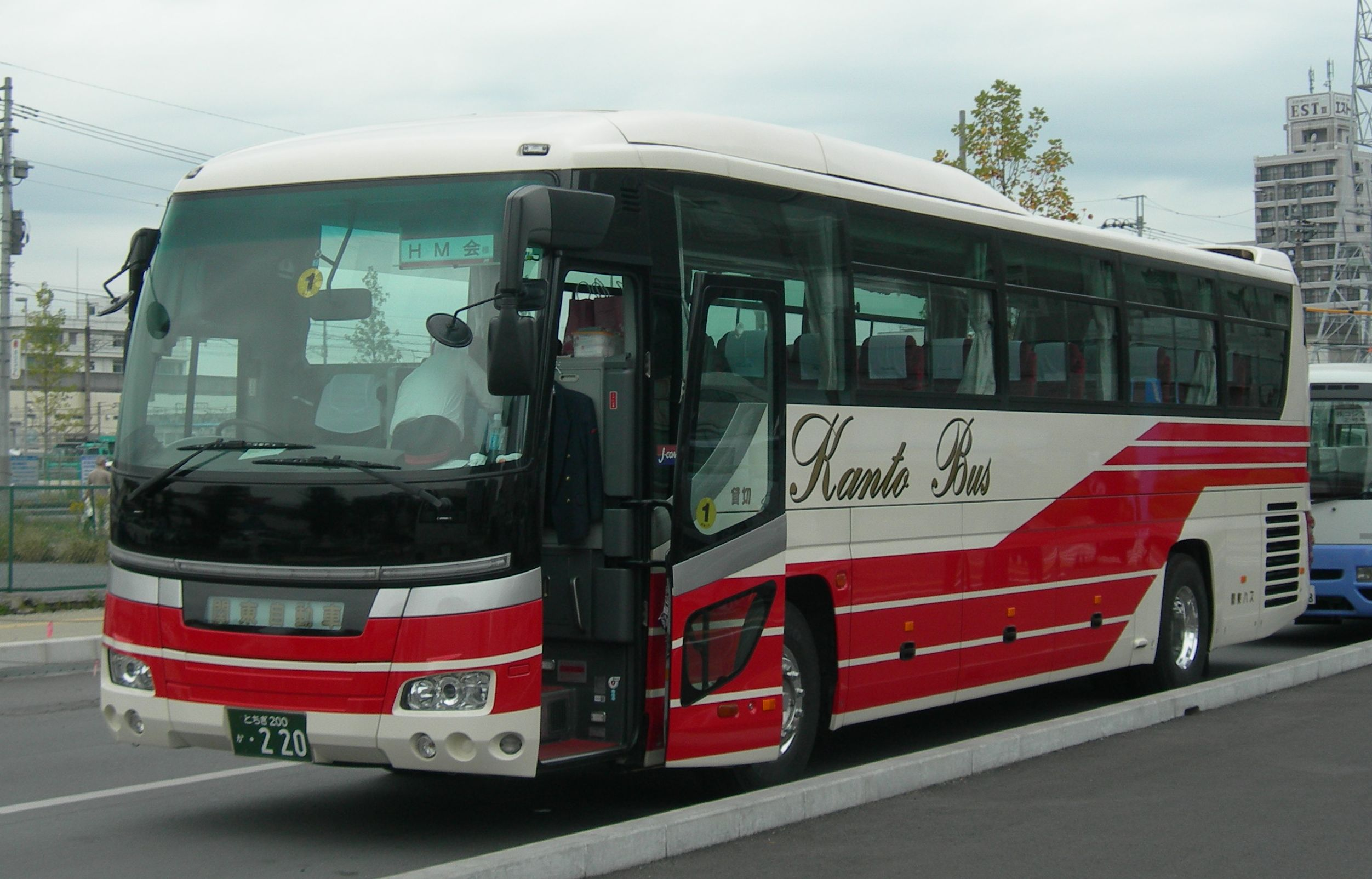
貸切車（日野セレガHD）

いすゞ自動車と日野自動車の大型車両が多く、1998年までは日産ディーゼルの車両も導入していたが、翌年より三菱ふそうの車両が導入されている。1980年代後半と1991年および1998年から2003年までは、スーパーハイデッカーを中心に導入していた。2006年以降はセレガ・ガーラのハイデッカーのみ導入されている。1993年以降一時期はトイレ付き車両も導入され、高速バスの代車や続行便にも使用されたほか、上述のように高速専用車に転用された車両も存在した。
経年車の一部には、特定用途（スクールバス等）に転用されるケースもある。また、転用車も含め廃車後に他社へ移籍した車両も存在する。
カラーリングは、かつては路線車と同じ塗装（三筋カラー）だったが、1986年のスーパーハイデッカー導入に際して赤3本帯を生かした白地ベースのデザインに変更された。
2019年7月に、経営統合後の新塗装で新車7台が導入された。カラーリングは路線バス用新カラーリングに基本的に準じているが、フロントに縦の白帯3本、側面に赤の横帯3本というカラーリングとなっている。

## 宇都宮市LRT計画への対応
かつては、宇都宮市が構想する「東西基幹公共交通」として計画されていたLRTに対し「乗合バス事業者潰しである」として反対の立場を表明、LRT検討委員会への参加を拒んでいた。LRTの代替案として同社は基幹バスを提案し、行政と協議されていたが、最終的に基幹バス協議は2009年に決裂し、結果的に市の進めている東西基幹公共交通導入計画がストップする事態となった（詳細は宇都宮ライトレール#検討の進行と交通事業者との対立を参照）
経営主体が株式会社ジェイ・コーチからみちのりホールディングスに変わった2012年4月以降は、LRT導入計画への対応について方針を転換し、事業基盤喪失に対する補償等の条件を付けつつも、計画自体や経営参入には肯定的な姿勢を示している。
2015年に設立されたLRTの運営会社となる第3セクター「宇都宮ライトレール株式会社」には11%を出資、取締役も関東自動車から派遣されている。
2023年8月26日の宇都宮ライトレールが運営する宇都宮芳賀ライトレール線の開業後には、当面の間宇都宮市からの運行支援を受けながら、同路線と周辺地域を結ぶフィーダーバス路線を運営するようになっている。

## 登場する作品
- 1990年代後半、日光江戸村のテレビCMロケに起用されたのが、当時の今市所属のいすゞ・キュービック路線車であった。
- 1994年発売の日清食品「強麺」のテレビCMに関東自動車色の日産ディーゼル路線車が出たことがあったが、これは廃車済み車両のカラーリングを若干変更し日清交通とされていた。アンディ・フグが立ち往生していたバスを引っ張ると、前面だけが取れてしまうというものであった。
- 2010年公開の映画『君に届け』のロケで、主人公がバス通学をするシーンに日野製路線車が使用された。
- 2018年公開の映画『キスできる餃子』において、主人公親子が宇都宮市体育館へ行く場面にて、いすゞ・エルガミオ路線車が使用されている。

## 不祥事など
- 2024年1月31日にBYD製電気バスの初納入を記念しお披露目式が開催されたが、デザインを担当した川西康之は来賓に招待されず、自身のX公式アカウントで「全く知らん間に納車されてお披露目までされていたとは。我が国ではデザインとかクリエイティブの地位なんて低いもんですわ。」と納入式典を紹介する関東自動車公式アカウントの投稿を引用し憤慨した[174]。本件については後に関東自動車より川西が謝意が伝えられ、連絡の行き違いが原因であったと明かし自身も「騒がせして大変失礼しました。」と謝罪している[175]。

### 関連会社
- みちのりホールディングス
  - 茨城交通
    - ひたちなか海浜鉄道
    - なの花交通バス

  - 福島交通
  - 岩手県北自動車
  - 会津乗合自動車
  - 東日本交通 (岩手県)
  - 湘南モノレール
- 関東自動車整備
- 関東ツアーサービス（旧：関東バス旅行社）
- 那須交通（旧東野交通グループ）
- やしお観光バス（旧東野交通グループ）
- 関東交通・塩原自動車・那須合同自動車（タクシー：いずれも関東自動車が設立に関わっているが、1947年の独占禁止法公布により、他社の株式保有が同法に抵触するため、資本関係は解消した[176]）
- 日本急行バス - かつて出資 [4]
- 東北急行バス  - かつて出資[48]
- 東野交通 - 東野交通のみちのりHD入り後は、手塚が両社の社長を兼務していた。

### コミュニティバス
- 上河内代替バス
- 塩谷町営バス
- 日光市営バス
- 鹿沼市民バス
- ふれあいバス
- 足利市生活路線バス
- おーバス - 小山市の公式情報では路線網に含まれているが、受託運行ではなく当社直営路線[177]。
- 大田原市営バス - 運行には関わっていないが大田原市内の運賃は、市営バスと同一としている[178]。